# Palais de Dioclétien
Vous lisez un « bon article » labellisé en 2011.
Le palais de Dioclétien (en croate : Dioklecijanova palača) est la résidence impériale fortifiée construite par l'empereur romain Dioclétien sur la côte dalmate pour s'y retirer après son abdication volontaire en 305. C'est l'un des édifices de l'Antiquité tardive les mieux conservés. Ses vestiges sont préservés dans le cœur historique de Split, en Croatie. Contrairement à une légende populaire, la ville — Spalatum en latin — doit son nom à celui de la cité grecque voisine d'Aspalathos — « buisson blanc » — et non au terme latin signifiant palais — palatium. L'empereur Dioclétien y a vécu l'essentiel des dernières années de sa vie et, à sa mort, son corps a été déposé dans un sarcophage placé dans le mausolée qu'il y avait fait construire.
Le palais est un témoignage exceptionnel de la mise en scène architecturale de l'idéologie tétrarchique qui n'a pas survécu à son fondateur. Réunissant une résidence de prestige, un temple dynastique et un mausolée, c'est le prototype d'un modèle palatial tétrarchique qui a connu deux autres itérations moins grandioses : à Romuliana pour Galère et à Šarkamen sans doute pour Maximin Daïa.
Après la disparition de son commanditaire, le palais a continué jusqu'au VIe siècle de servir de résidence officielle pour l'administration provinciale et de grands personnages en exil, mais il a également abrité une manufacture de textile. Après les invasions slaves, une petite ville s'est développée dans ses murs et a succédé à Salone comme siège épiscopal et siège administratif des autorités byzantines. Elle a fini par passer sous contrôle vénitien et est demeurée une place forte de la République jusqu'à la dissolution de cette dernière en 1797. Dès le XVIe siècle, les vestiges du palais attirent l'attention des architectes et érudits européens et ont une influence certaine sur le courant néo-classique.

## Une retraite pour Dioclétien

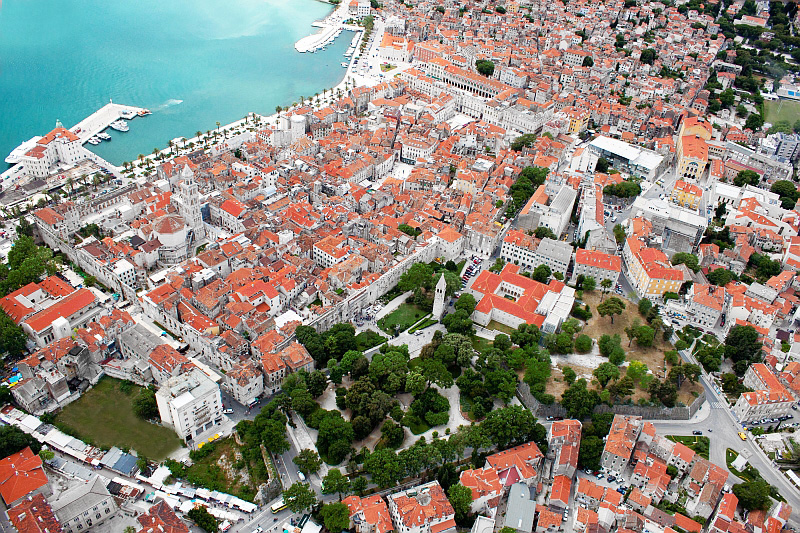
Vue aérienne du palais de Diocétien dans la ville de Split (2012).

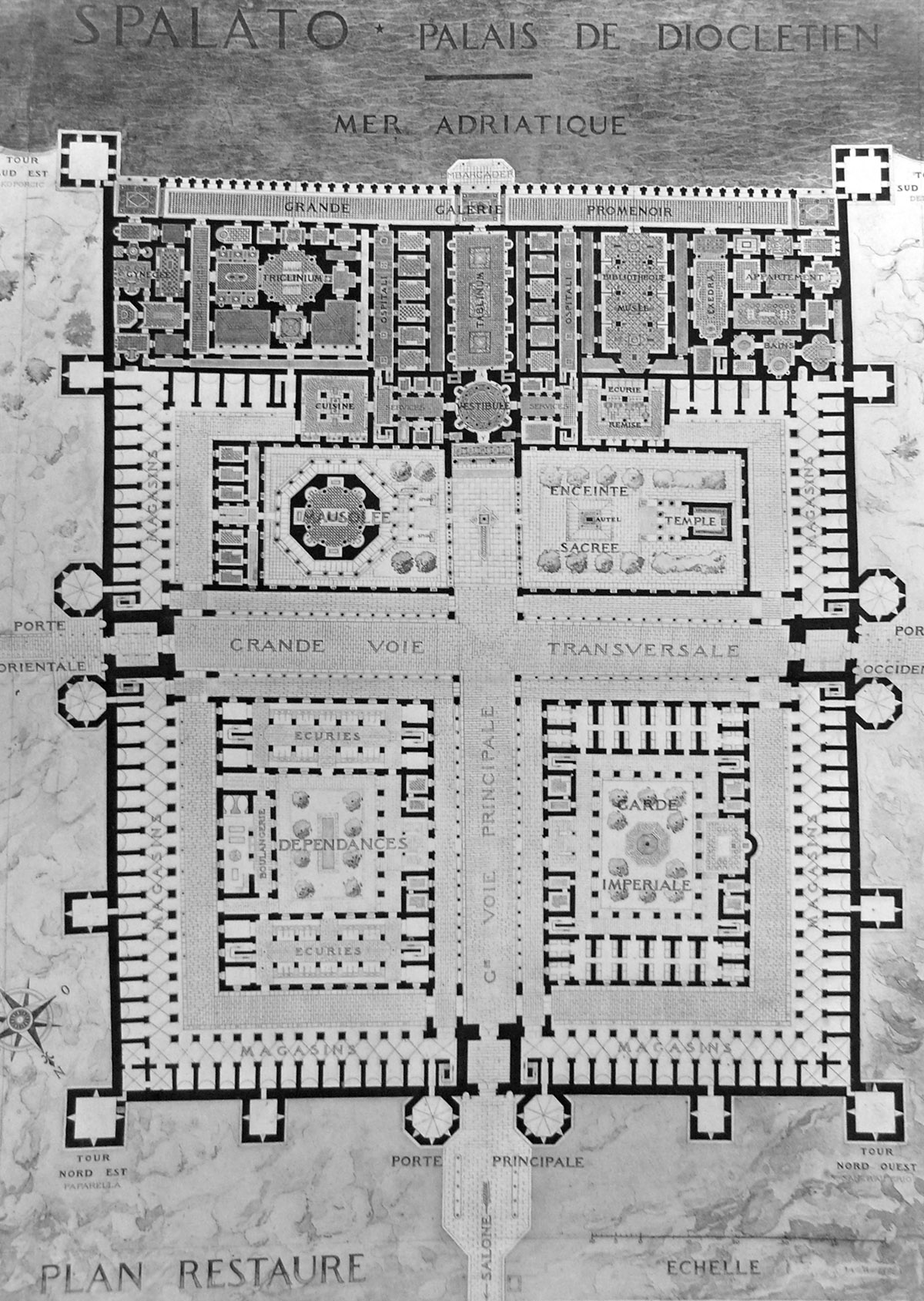
Plan du palais, reconstitué par E. Hébrard (1912).

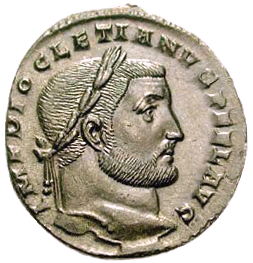
Follis portant le portrait de Dioclétien, frappée à Trèves en 300-301.

Après deux décennies au sommet du pouvoir, une longévité à laquelle Rome n'est plus habituée depuis la fin du IIe siècle, l'empereur Dioclétien paraît fatigué et usé par les responsabilités : le 20 novembre 304, un an exactement après la célébration de ses vicennalia (novembre 303), il s'effondre à l'issue de la cérémonie d'inauguration du cirque de Nicomédie. Revenu malade de sa campagne sur le Danube contre les Carpes, sa condition a empiré, et il est très affaibli. Il reste confiné dans son palais pendant l'hiver suivant, au point que des rumeurs sur sa mort ne tardent pas à courir dans la ville. Lorsqu'il réapparaît finalement aux yeux du public le 1er mars 305, c'est comme un homme malade aux traits émaciés, à peine reconnaissable. Galère l'a alors rejoint et, selon Lactance, le presse de se retirer à son profit. La crédibilité de cette source n'étant pas exemplaire, il est tout aussi probable que c'est Dioclétien lui-même qui décide d'abdiquer et de mettre à exécution un projet qu'il a peut-être conçu dès 295 et dont il s'est entretenu avec le second Auguste, Maximien, lors de leur dernière entrevue en 303 : si la maladie dicte vraisemblablement le calendrier précis de sa mise en application, la décision elle-même correspond à un plan arrêté de longue date,. Le 1er mai 305, sur une colline à quelques kilomètres de Nicomédie, à l'endroit même où il avait été proclamé empereur, Dioclétien s'adresse à ses soldats pour leur signifier son abdication et le transfert du pouvoir suprême aux nouveaux augustes Galère et Constance Chlore, assistés de deux nouveaux césars, Maximin Daïa et Flavius Valerius Severus. Le même jour, son collègue Maximien abdique à Milan et remet ses pouvoirs à Constance Chlore.
Cette abdication est un fait politique inouï qui frappe les contemporains : Dioclétien redevient un simple citoyen (même s'il garde la dignité d'Auguste) et se retire dans sa région natale où il avait fait construire une résidence pour sa retraite à Spalato. Âgé d'un peu plus de 60 ans, il y vit encore six années, suffisamment pour voir s'écrouler le système politique qu'il avait imaginé pour garantir le salut de l'empire. Il résiste néanmoins aux sollicitations de ceux qui le pressent de sortir de sa retraite pour mettre fin à la guerre civile qui oppose ses successeurs. En 308 seulement, il devient une nouvelle fois consul et accepte, à la demande de Galère, de se rendre à l'entrevue de Carnuntum le 11 novembre : là, il contraint Maximien à mettre fin à sa tentative de revenir au pouvoir, tandis que Licinius est nommé Auguste en remplacement de Severus tué par Maxence,. Mais c'est sa dernière intervention dans les affaires politiques de l'empire : lorsqu'on lui demande de reprendre la pourpre pour mettre fin à l'usurpation de Maxence, il répond littéralement qu'il préfère cultiver ses choux dans sa retraite dalmatienne. Il ne quitte plus Spalato les années suivantes, même pour essayer de sauver sa femme Prisca et sa fille Galeria Valeria, que la mort de son mari, Galère, en 311, a mises à la merci de Maximin et Licinius : il se contente d'envoyer messages et émissaires auprès des deux empereurs en leur faveur. Cette retraite est si complète qu'on ne connaît pas avec certitude les causes ni la date exacte de sa mort — peut-être le 3 décembre 311.
Si Dioclétien réside donc à Spalato presque continûment de 305 à 311, la date de la construction du palais n'est pas connue avec certitude. Le fait qu'il existât déjà en 305 (mais rien ne dit qu'il était totalement achevé) est parfois considéré comme une preuve que l'abdication de Dioclétien fut planifiée dès le départ dans le projet politique tétrarchique, auquel cas la construction en aurait commencé vers 295. Il peut aussi être plus tardif. Une date possible pour la mise en chantier du palais est l'année 298, lorsque l'Empire connaît un bref répit militaire après plusieurs succès retentissants, notamment de Galère contre les Perses et de Dioclétien lui-même en Égypte : de l'automne 297 à l'été 298, Dioclétien mate en effet les rébellions des usurpateurs Lucius Domitius Domitianus, d'abord, et d'Aurelius Achilleus, en Thébaïde, dans le Fayoum. Il fonde en cette occasion de nouvelles cités, Diocletianopolis et Maximianopolis. Le séjour égyptien de Dioclétien dure ainsi près d'un an et demi, pendant lequel il s'occupe notamment de planifier des constructions à Rome comme les thermes qui portent son nom. Une lettre du procurateur de Thébaïde, Aurelius Isidorus, datée du 28 janvier 300, concerne ainsi le transport de Syène à Alexandrie de colonnes qui sont destinées à un monument de Dioclétien. Le palais de Split est justement remarquable par l'abondance de ses matériaux d'origine égyptienne : les douze statues des sphinx, les centaines de colonnes de granite rouge, rose ou gris, de porphyre, de certains marbres proviennent d'Égypte. Cette particularité peut être rapprochée du passage de l'empereur en Égypte, auquel cas la construction du palais ne serait pas antérieure à 298. Cela ne reste en tout état de cause qu'une hypothèse : aucune donnée archéologique ou littéraire ne permet de préciser la date de son édification ou de déterminer si sa construction était achevée en 305.

## Le plan et les vestiges du palais

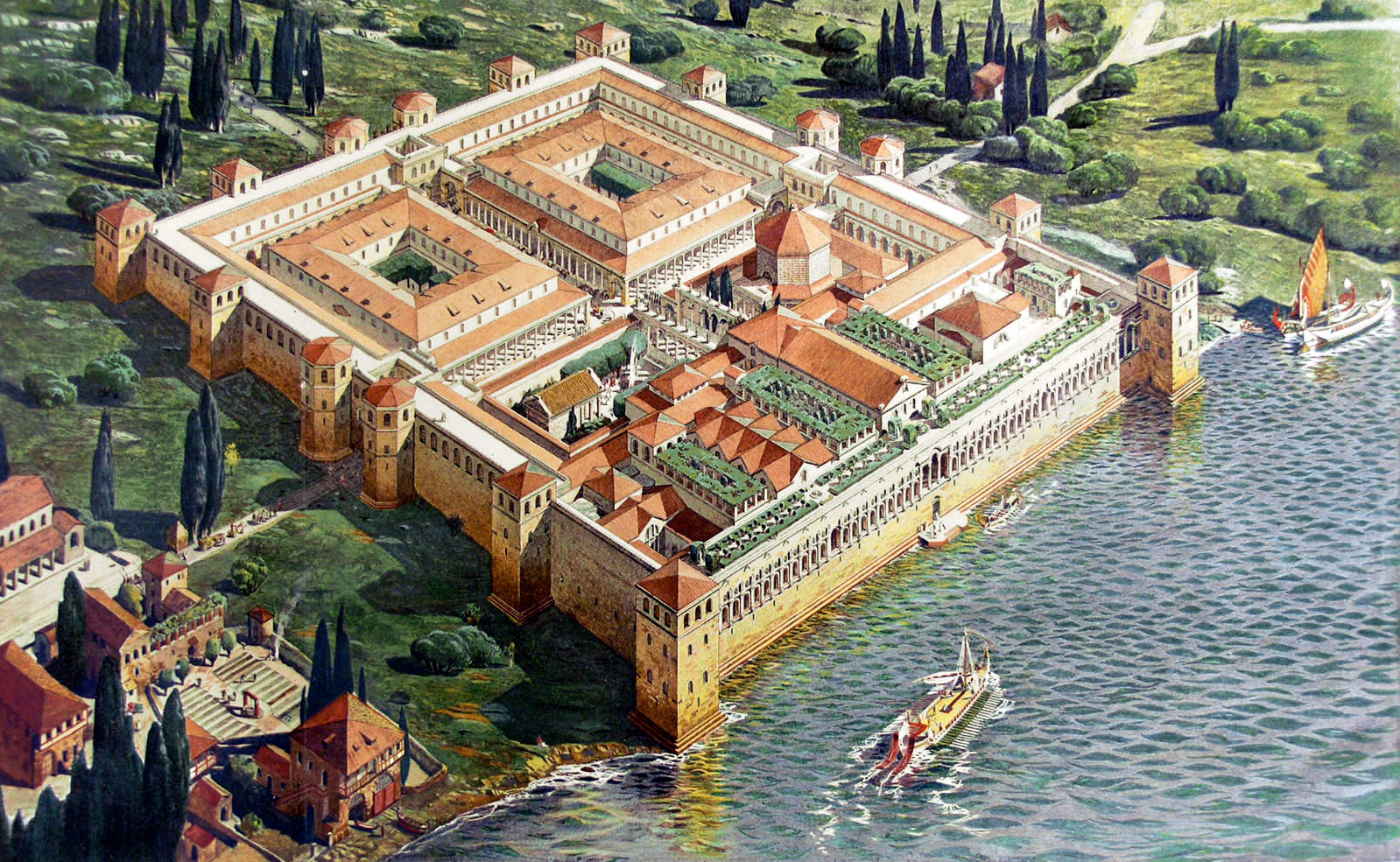
Reconstitution de 1912 du Palais de Dioclétien par Ernest Hébrard (colorisation moderne).

La résidence de Dioclétien combine les aspects de plusieurs types de constructions : c'est à la fois une forteresse par ses remparts, une ville avec ses rues et ses sanctuaires, et une grande villa par le luxe de ses appartements privés. Elle est ainsi représentative des trois formes architecturales principales qui caractérisent l'époque de son fondateur.
Le site sur lequel est construit le palais connaît une double pente, avec un dénivelé supérieur à huit mètres, du nord au sud, vers la côte, et inférieur à 2 m dans la direction est-ouest. L'aire bâtie est supérieure à 3,8 ha et forme un rectangle légèrement irrégulier : les dimensions extérieures et intérieures de chaque côté sont ainsi respectivement de 215,5 m et 191,25 m pour l'est et l'ouest, 175 m et 151 m pour le nord, et 181 m et 157,5 m pour le sud. À titre indicatif, le palais occupe ainsi environ 1/6e de la surface d'une forteresse légionnaire standard conçue pour 5 400 soldats, et deux fois la surface d'un fort de 500 auxiliaires. En 1926, date à laquelle l'habitat médiéval et moderne installé dans la forteresse existait encore, la population intra muros était de 3 200 habitants pour 278 maisons.

### Les remparts

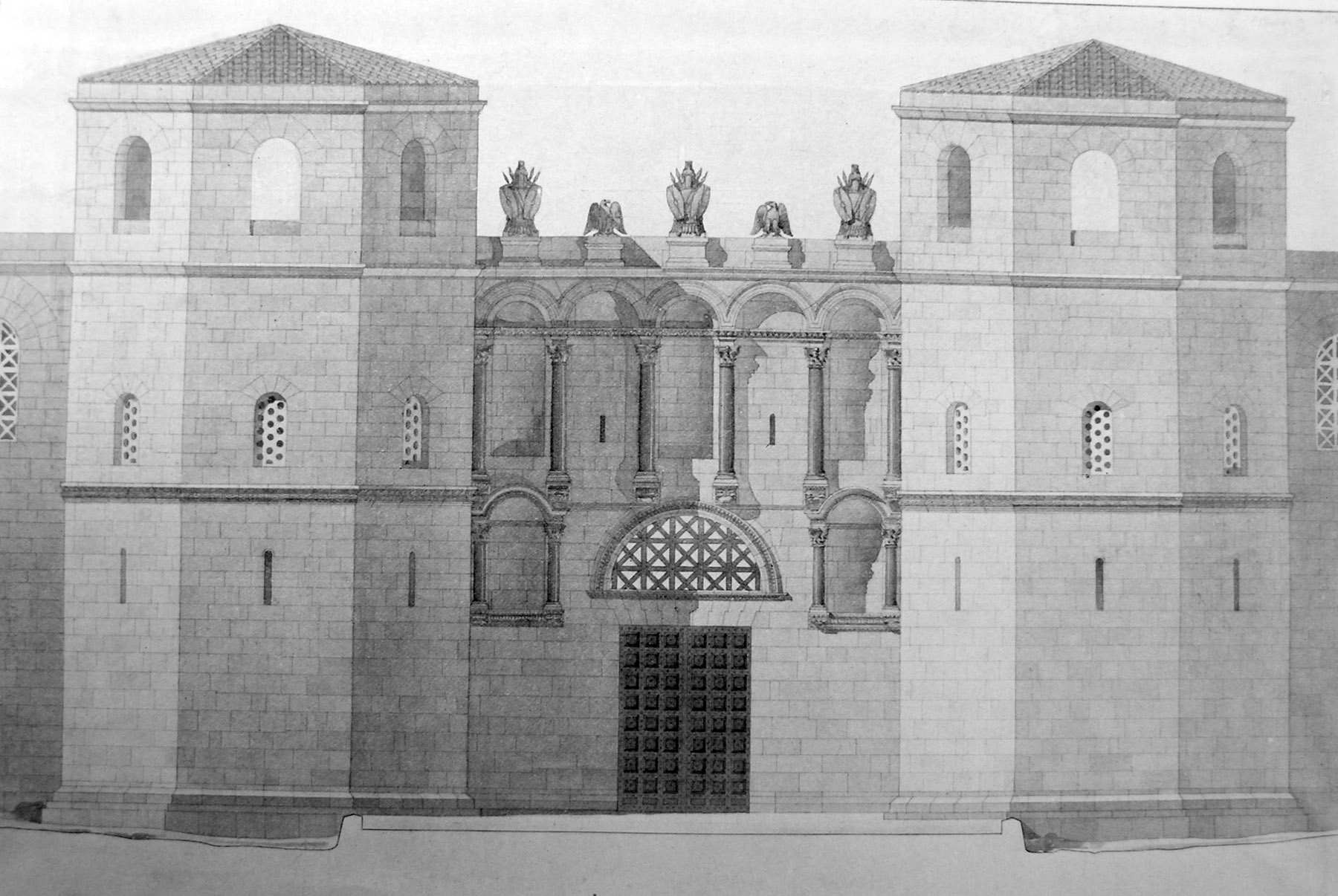
Porta Aurea restituée par E. Hébrard (1912).

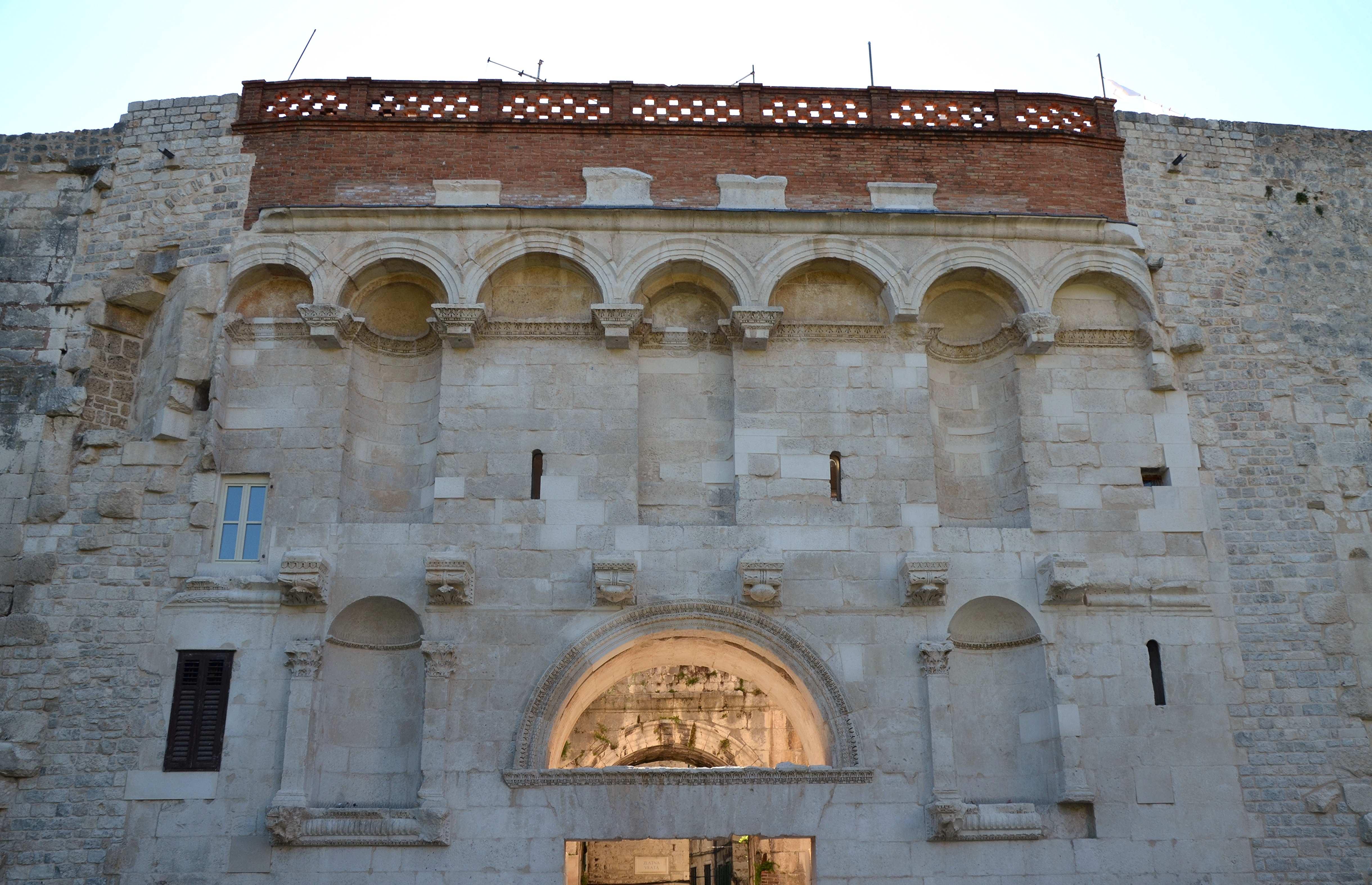
Porta Aurea (détail) en 2013.

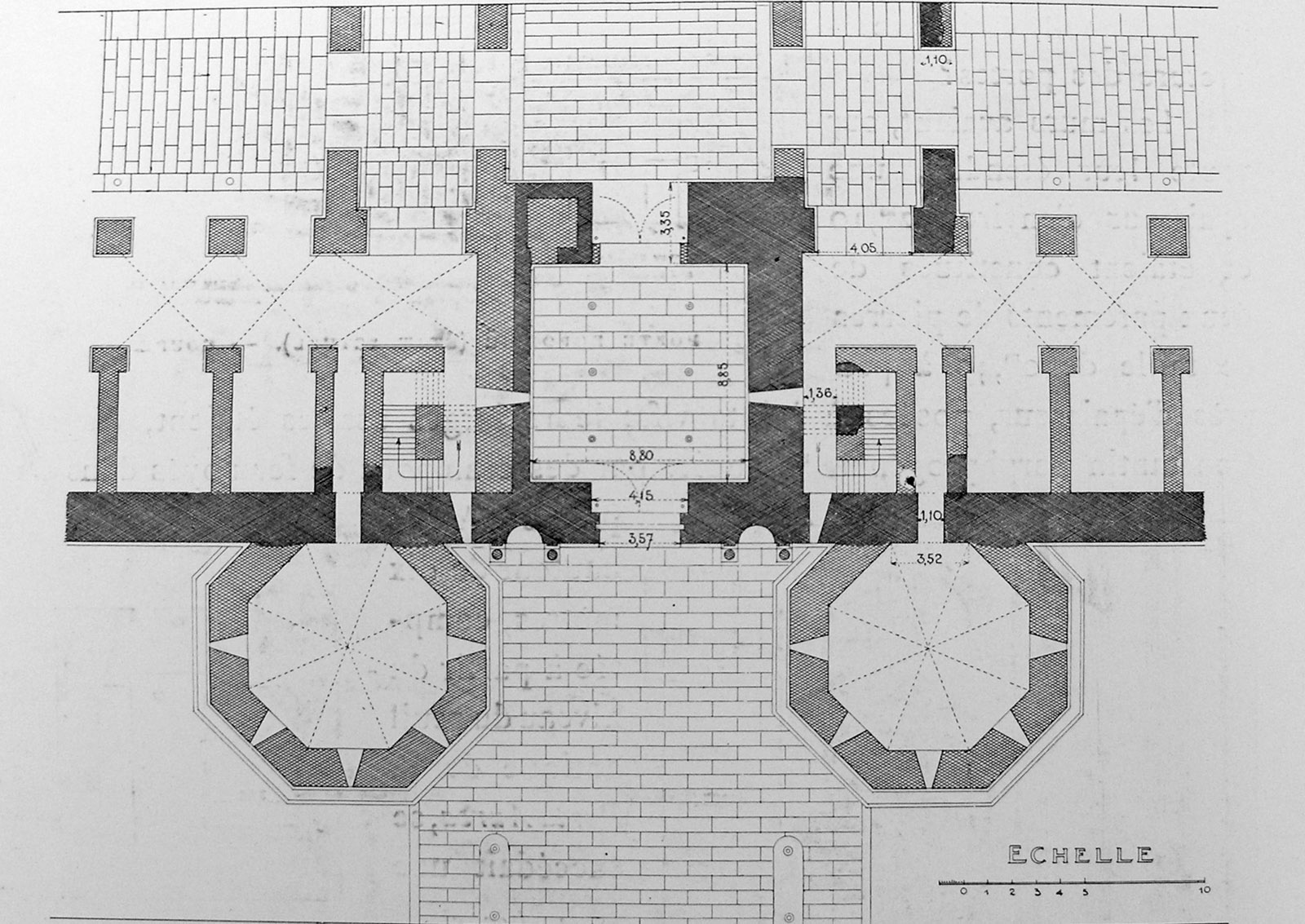
Plan de la Porta Aurea (1912).

Les murs de la fortification, d'une épaisseur moyenne de 2,10 m, sont constitués de deux parements de maçonnerie, de 40 à 60 centimètres d'épaisseur et d'un massif de blocage — des moellons informes noyés dans du mortier. Le parement extérieur des remparts est un appareil rectangulaire pseudo-isodome de parpaings de calcaire soigneusement dressés et assemblés, sans mortier, mais avec des crampons de fer. La maçonnerie est continue sans assise de réglage en briques. Elle repose directement sur des fondations posées sur le substrat rocheux.
Le rempart devient moins épais dans sa partie supérieure — 1,15 m — qui commence deux assises sous les embrasures des fenêtres du chemin de ronde. Celles-ci sont en forme d'arcs formés de deux rangs de moellons démaigris (face extérieure de 17, intérieure de 11), d'une largeur moyenne de 2 m pour 3,10 à 3,90 m de hauteur au centre. Une simple corniche en S fait le tour du périmètre à un intervalle régulier du sol, et donc, étant donné la pente, à une hauteur variable : elle est ainsi plus haute de 1,10 m à l'angle nord-est qu'à la Porte ouest, l'endroit le plus bas où elle est encore visible. Sur le côté ouest, la corniche est ainsi située à 22 m au-dessus du niveau de la mer, mais sur le côté est, elle se trouve 82 cm plus bas : le changement de niveau se fait à hauteur de la tour octogonale de la Porte nord. Il en résulte une différence de taille des ouvertures du chemin de ronde entre les deux moitiés ouest et est du rempart nord — elles sont respectivement de 3,60 et 3,10 m. Entre chaque tour, on trouve 6 ou 7 ouvertures.
Sur le côté Sud, la partie supérieure du rempart (9 mètres au-dessus des fondations) est entièrement occupée par une galerie à arcades qui évoque la façade d'une villa : c'est un élément fréquent dans les palais impériaux, qu'on retrouve par exemple dans la façade maritime du palais de Boucoléon à Constantinople, ou dans le palais de Dioclétien à Antioche. Cette galerie est constituée de 42 arcades délimitées par 44 colonnes engagées, surmontées de demi-chapiteaux. Elle est interrompue par trois loggias, au centre et sur les côtés. Deux autres arcades intermédiaires se distinguent par une largeur accrue : elles correspondent aux ouvertures des deux grandes salles principales du niveau supérieur des appartements privés, la salle basilicale à l'Ouest et le triclinium à l'Est. Dans les restitutions classiques d'Hébrard et Niemann, la mer vient baigner le pied du rempart Sud : en réalité, on ignore si c'était le cas tout le long de la façade Sud.
La courtine est renforcée de trois types de tours, les tours d'angle carrées, les tours octogonales flanquant les trois portes, et les tours carrées intercalaires, toutes largement saillantes par rapport au rempart, comme c'est le cas pour les fortifications antiques tardives. Trois des tours d'angle existent encore au moins partiellement tandis que la quatrième, à l'angle Sud-Ouest, fut détruite vers 1550 après avoir été sapée par la mer. L'accès aux tours se faisait par un passage aménagé dans l'épaisseur de la courtine au rez-de-chaussée comme au niveau supérieur.

### Le Péristyle
Le cardo est prolongé au sud du carrefour avec le decumanus par une cour oblongue pavée, bordée d'arcades, et mesurant 27 mètres de long pour 13,50 mètres de large. Longtemps connue sous l'appellation « Cour de la cathédrale », on a pris l'habitude, au XXe siècle, de la désigner sous le nom de Péristyle, en référence aux deux colonnades qui la délimitent. Hautes de 5,25 mètres, les colonnes sont en granite rouge d'Égypte pour douze d'entre elles, et en marbre pour les autres — peut-être en cipolin d'Eubée. Beaucoup d'entre elles ont dû être cerclées de bronze depuis longtemps parce qu'elles s'étaient fissurées sous le poids de l'architrave et des arcades. Plus qu'un monument en lui-même, le Péristyle est constitué en réalité des façades des trois monuments qui le bordent : le vestibule monumental des appartements privés au sud, le porche du Mausolée à l'est et la façade du téménos du Temple de Jupiter à l'ouest.

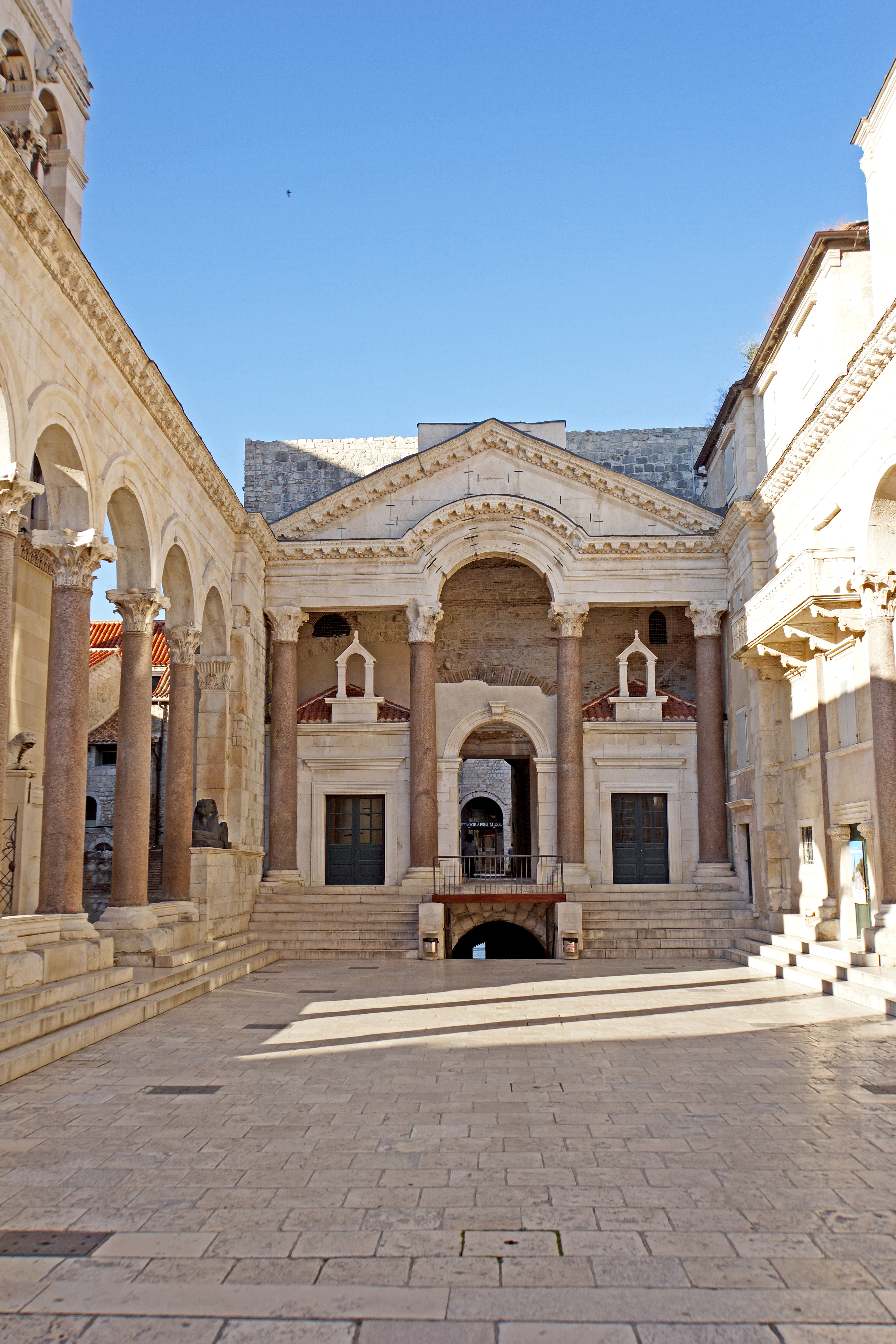
Péristyle du palais de Dioclétien.

À l'origine, les entrecolonnements des arcades latérales étaient fermés par une balustrade faite de panneaux ajourés (des transennes), d'une hauteur de 2,40 m ; l'une des transennes était encore visible lors du passage de l'architecte écossais Robert Adam en 1757. L'entrecolonnement marquant l'entrée du Mausolée et du téménos est légèrement plus important, tandis que les trois arcades les plus au sud sont un peu plus hautes, jusqu'à toucher presque l'architrave.
Le côté sud du Péristyle correspond au porche tétrastyle monumental des appartements privés : quatre colonnes de granite rouge surmontées de chapiteaux corinthiens soutiennent un fronton et une architrave dont la partie centrale, au-dessus de la porte, forme une arche. Ce motif dit “fronton syrien” souligne l'axe de symétrie du porche et est repris sur l'entrée du mausolée et du temple, créant par cette répétition une unité stylistique entre ces trois espaces. Le fronton est surmonté à son tour d'une plinthe large de 4,26 m devant accueillir un groupe statuaire — peut-être un quadrige. L'accès au porche depuis la cour se faisait par deux volées de marches menant aux ouvertures latérales, tandis que l'entrecolonnement central était barré par une transenne, lui donnant la forme d'un tribunal. Il n'était donc pas précédé d'un escalier montant, mais au contraire d'un escalier descendant vers une porte voûtée donnant accès au niveau inférieur du Vestibule, et au-delà à la Porte sud.
À la Renaissance, deux petites chapelles ont été ajoutées dans les entrecolonnements latéraux du porche.
Le niveau de la cour pavée était à l'origine inférieur à celui des monuments voisins : elle était donc entourée de trois degrés sur les trois côtés nord, est et ouest. Pris dans son ensemble, le Péristyle se présente donc un peu comme un temple classique qui aurait été intégralement retourné.

### Le mausolée

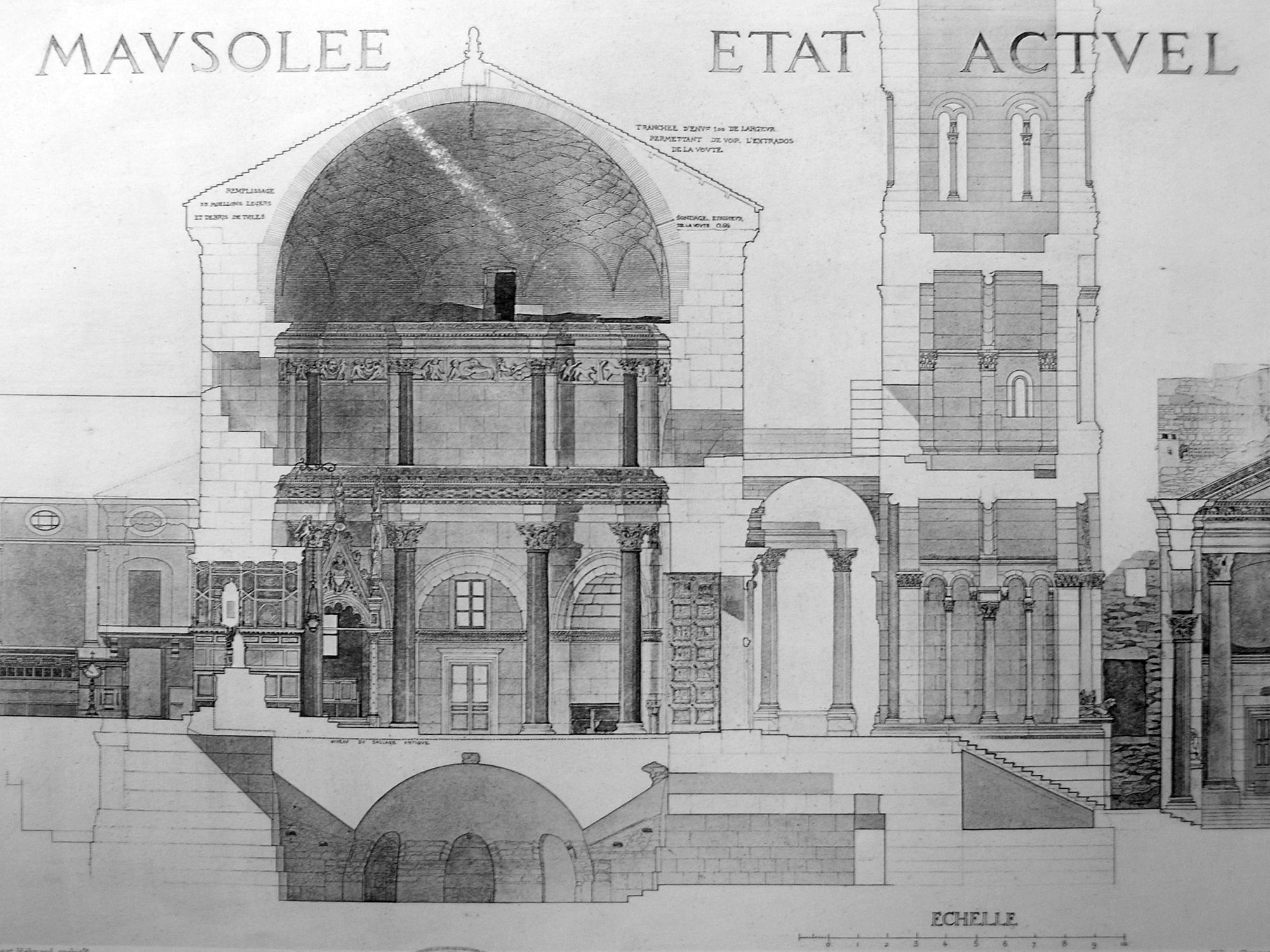
Coupe du Mausolée dans l'état de 1912.

Le mausolée se situe aujourd’hui dans la cathédrale Saint-Domnius de Split. Elle occupe l'angle sud-est du palais, une zone rectangulaire close de 32 m de large pour 39 m de long, dont la façade est l'arcade est du Péristyle. Les trois autres côtés de l'enceinte sont des murs pleins, de même hauteur que l'arcade, comportant dans le parement intérieur des niches alternativement de forme semi-circulaire et carrée, où devaient être installées des statues. L'espace central de ce téménos est occupé par le mausolée octogonal de Dioclétien, le monument le mieux préservé du palais, en grande partie grâce à sa transformation ultérieure en église et à sa restauration entre 1880 et 1885.
Le mausolée est un octogone de 7,60 m de côté dont les murs épais de 2,75 m d'épaisseur reposent sur un podium plus large, haut de 3,70 m. Le podium, également octogonal, abrite une crypte voûtée de 13 m de diamètre, et se prolonge vers l'ouest sur environ 9 m pour supporter le porche d'entrée. C'est sur le côté sud-ouest de cette extension que se trouve l'ouverture étroite (environ 1 m) d'un passage permettant d'accéder à la crypte par le côté ouest. Cette crypte, qui était éclairée et aérée par trois fentes situées près du sommet du podium, n'avait probablement pas de fonction formelle, et ne pouvait être le lieu de repos du sarcophage de Dioclétien. L'intérieur n'en était pas décoré et en partie obstrué par huit contreforts projetés en avant des parois vers le centre. L'existence d'un puits, dont la date n'est pas certaine, laisse penser que cet espace restait accessible, bien que sa fonction ne soit pas définie.
L'espace intérieur du téménos, autour du Mausolée, pouvait être pavé ou aménagé en jardin. L'entrée du Mausolée proprement dit, sur le côté ouest, se signale par un chambranle continu, richement décoré avec un rinceau de vigne parsemé de têtes d'animaux. Deux consoles supportent un couronnement en frise. Presque tout le porche d'entrée d'origine a disparu, par suite de la construction du beffroi entre le XIIIe siècle et le XVIIe siècle : on ne conserve dans ses fondations que les traces des huit colonnes du porche, qui devait ressembler à une version plus petite du porche du Vestibule.

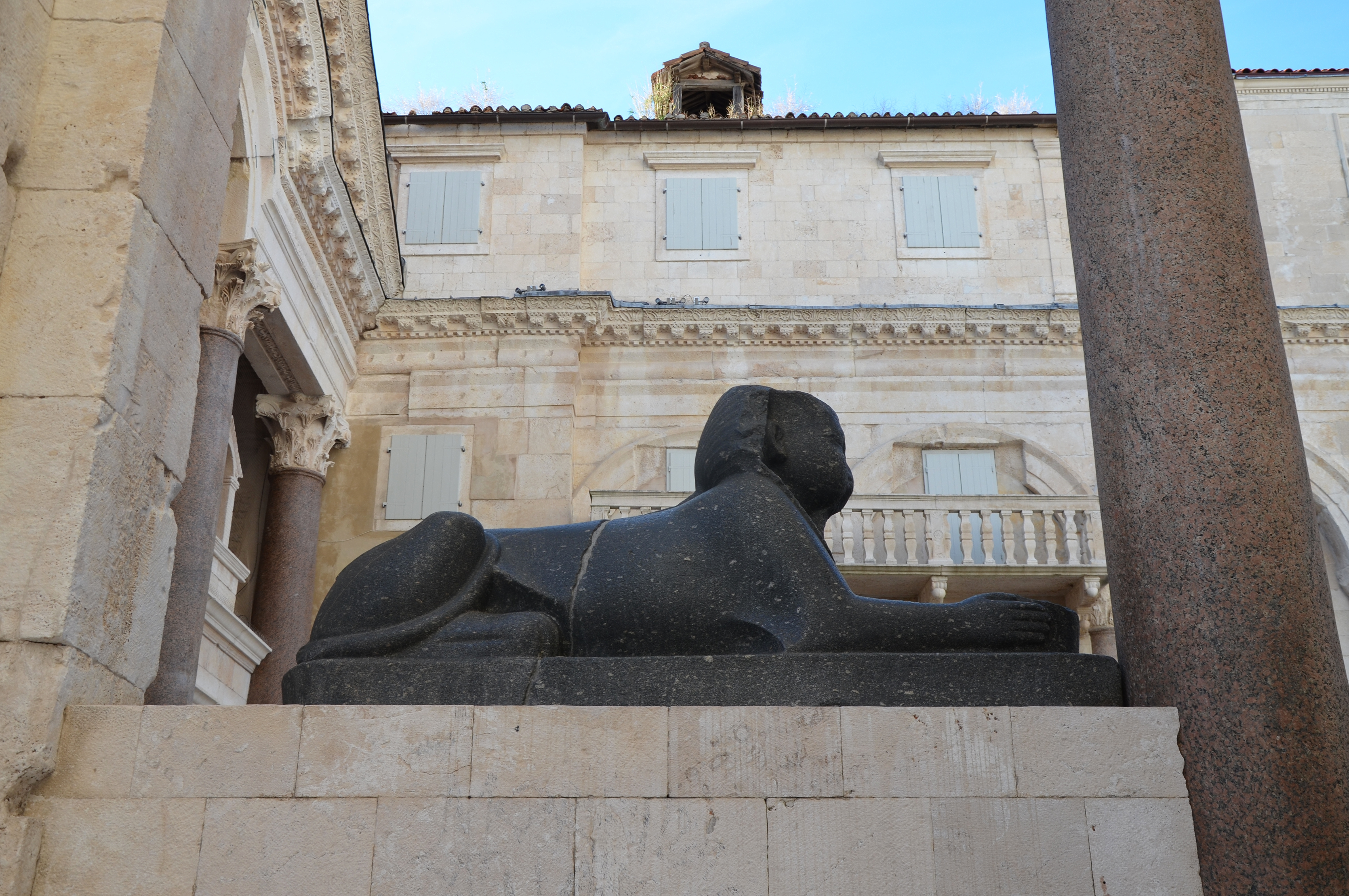
Sphinx en granite de Ramsès II. Vieux de 3500 ans, il provient du site du pharaon Thoutmôsis III. Les deux autres Sphinx se trouvent dans le temple de Jupiter du palais de Dioclétien, et au musée de Split.

Deux statues de sphinx étaient placées de part et d'autre de l'escalier du porche, et il n'est pas exclu que d'autres encore entouraient le mausolée. La présence de ces statues égyptiennes qui possèdent une forte connotation funéraire, comme gardiens de tombes, est un élément qui conforte l'identification de l'octogone avec le mausolée de Dioclétien. L'un des sphinx est en basalte noir et mesure 2,46 m de longueur pour 0,65 m de largeur et 1 m de hauteur. Ses deux membres antérieurs ont une apparence humaine plus qu'animale et il devait tenir un vase pour les offrandes. Sur la plinthe de la statue court une frise gravée de guerriers barbus et imberbes, porteurs de boucliers sur lesquels sont inscrits les noms de villes de Palestine : il pourrait s'agir d'une inscription datant du règne de Ramsès II (1279-1213 av. J.-C.) ajoutée à une statue remontant elle au pharaon Thoutmôsis III (1504-1450 av. J.-C.). Un second sphinx, à l'origine placé en face du premier, est lui sculpté dans du granite d'Assouan : il est plus petit avec une longueur de 1,51 m, pour une largeur de 0,45 m et une hauteur de 1,44 m — hors la tête, qui est brisée. Il porte une inscription le datant du règne d'Amenhotep III (1386-1349 av. J.-C.. La tête brisée d'un autre sphinx, cette fois en granite rose, a été découverte en remploi dans une maison : il pourrait appartenir à une autre statue placée autour du mausolée. Enfin, une autre tête de sphinx découverte en 1908 à Salone pourrait provenir d'une statue originellement placée à Split.

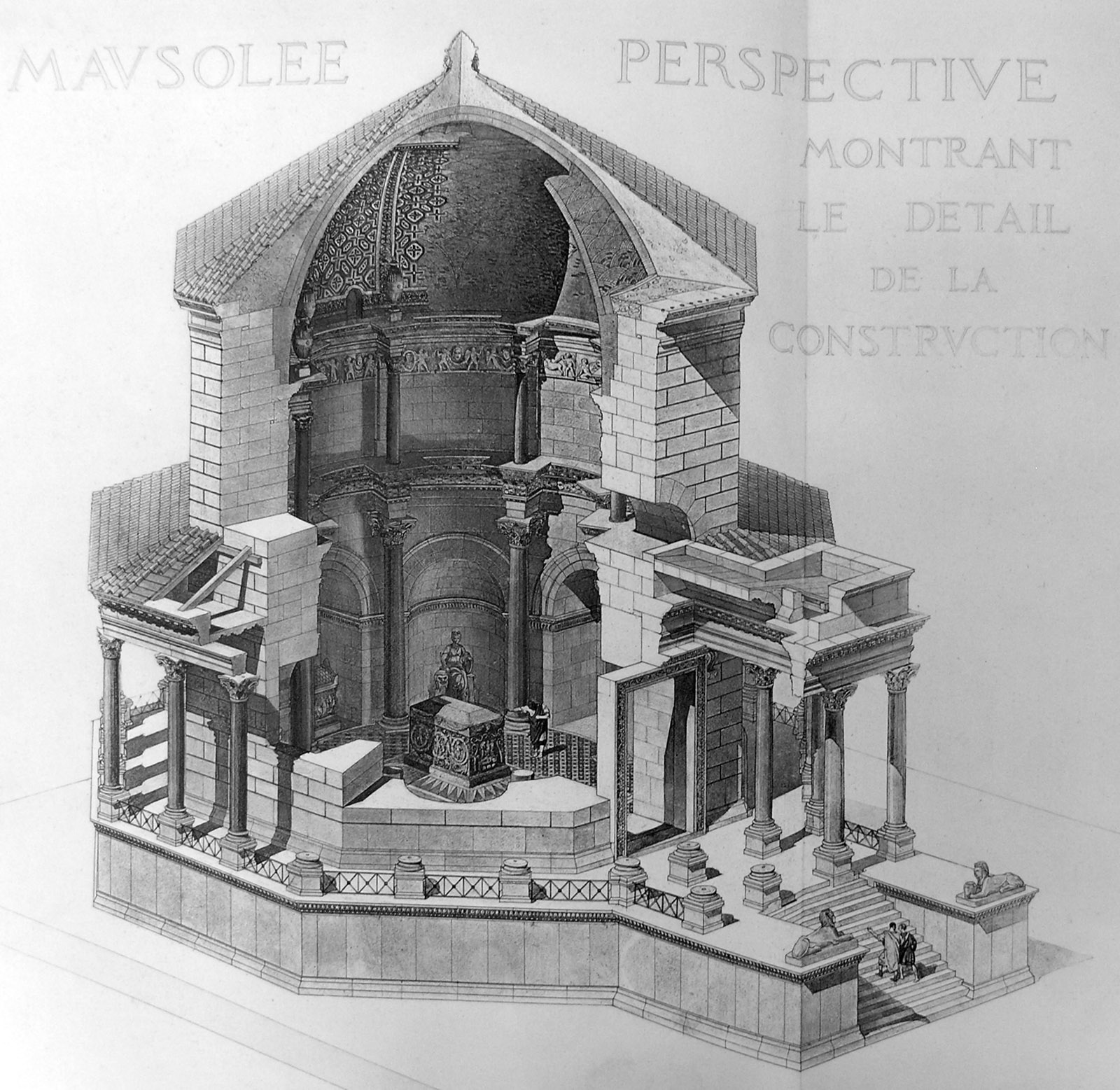
Restitution axonométrique du Mausolée par E. Hébrard (1912).

La chambre circulaire du Mausolée a un diamètre de 13,35 m pour une hauteur maximale de 21,50 m, au centre. Au niveau du sol, les côtés sont occupés en alternance par quatre niches semi-circulaires et quatre niches rectangulaires — dont l'une correspond à l'entrée sur le côté ouest. Entre les niches, à une distance de 0,56 m du mur, se trouvent huit colonnes de granite rouge d'Assouan, surmontées par un chapiteau corinthien, et une architrave à décrochement, qui donnent à ce grand ordre une hauteur totale de 9,06 m. Il est à son tour surmonté, sans base, d'un petit ordre comprenant huit colonnes — quatre de porphyre et quatre de granite égyptien gris — quatre chapiteaux composites et quatre chapiteaux néo-corinthiens, et une seconde architrave à décrochement, pour une hauteur de 4,85 m. Les deux ordres combinés atteignent une hauteur, à la base de la coupole, de 13,91 m. Les colonnes n'ont pas de fonction architecturale, mais sont purement décoratives et ont été ajoutées après l'achèvement de la structure du Mausolée.

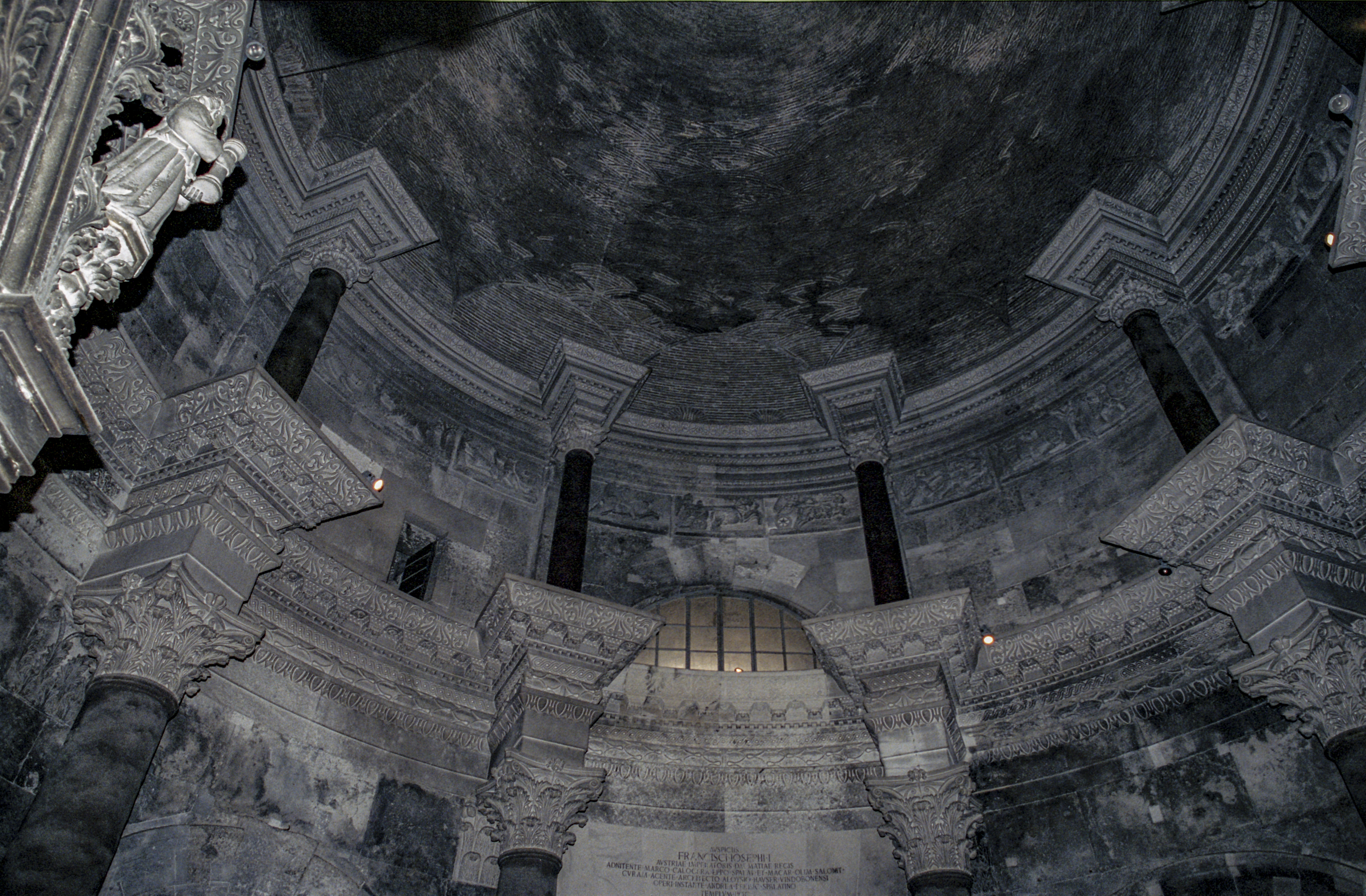
Vue intérieure de la coupole du Mausolée : noter les trompillons de briques.

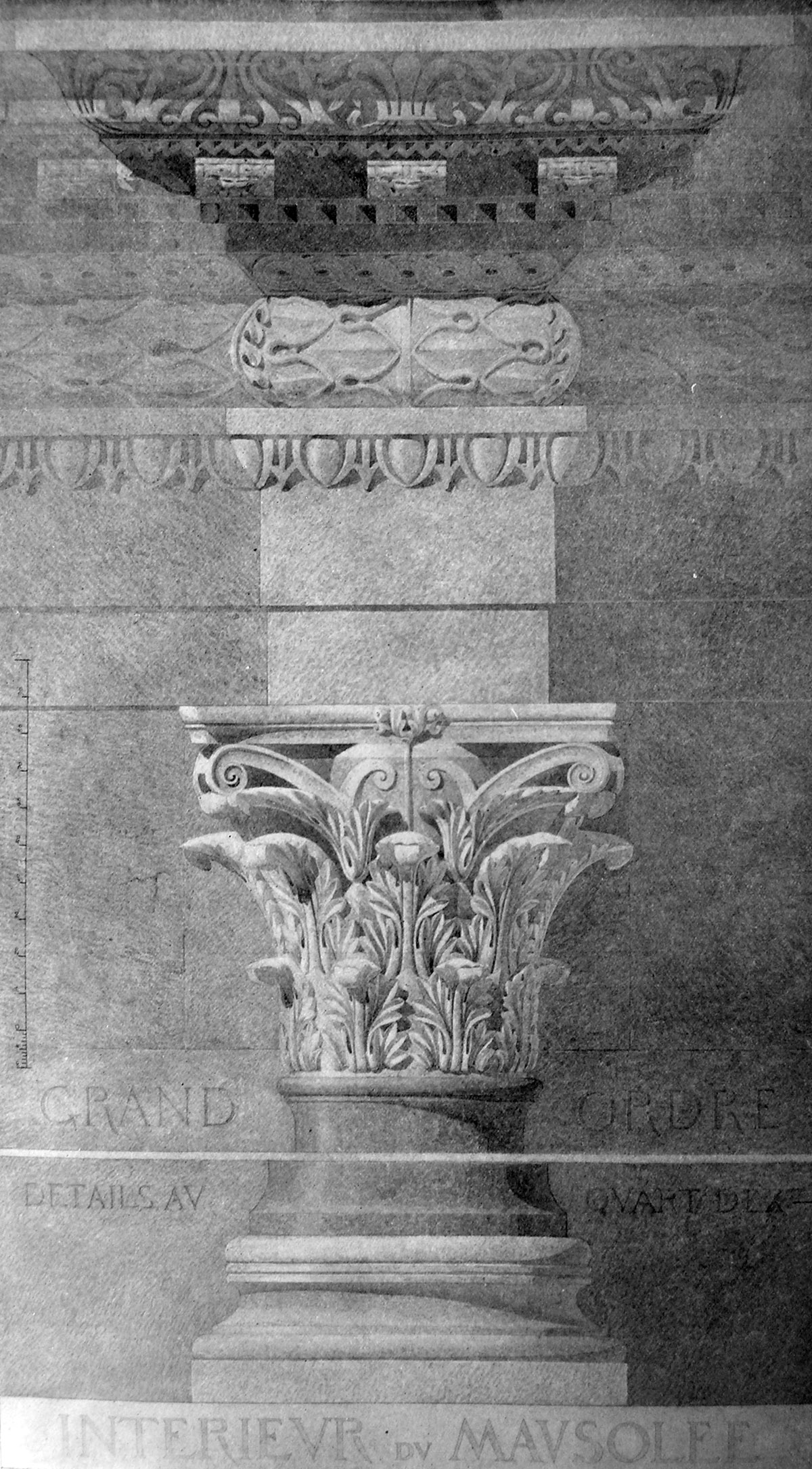
Grand ordre architectural du Mausolée.

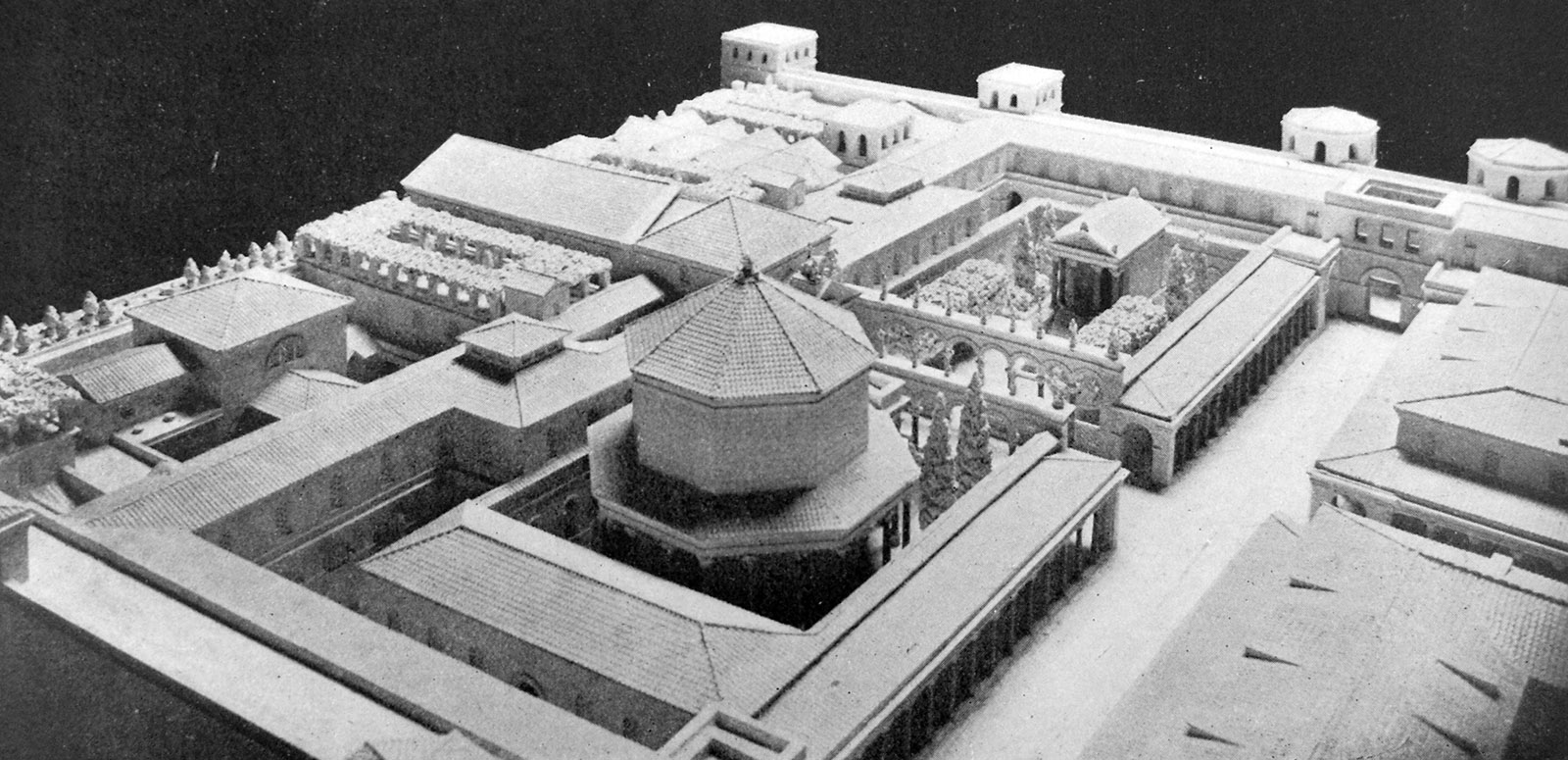
Maquette du palais montrant l'emplacement du Mausolée.

La coupole hémisphérique s'élève à une hauteur de 1,25 m au-dessus de la corniche supérieure. Elle est faite de briques produites localement, portant le timbre DALMATI. La maçonnerie de la voûte présente un double système, avec une construction en trompillons étagés pour la partie inférieure (qui donne au parement un motif semblable à un plumage — voir l'illustration ci-contre), et une construction en tranches coniques pour la partie supérieure. Elle n'était pas percée d'un oculus, contrairement par exemple à la coupole du Panthéon de Rome. La maçonnerie était probablement cachée par un revêtement de mosaïque. La coupole était couverte par un toit de tuiles à huit pentes, surmonté par une pomme de pin reposant sur quatre figures animales.
Le sol de la chambre était pavé à l'origine de marbre noir et blanc. La disposition des installations funéraires de Dioclétien et de sa famille dans cet espace n'est pas connue. L'historien Ammien Marcellin rapporte le vol d'une robe de pourpre se trouvant dans cette tombe en 356. Par ailleurs, le sarcophage de Dioclétien était probablement en porphyre, comme c'est le cas pour ceux de la dynastie constantinienne : des fragments de porphyre conservés au musée archéologique de Split pourraient en provenir.
Le seul autre décor originel ayant survécu est une frise sculptée derrière les chapiteaux de l'ordre supérieur : il s'agit de scènes de chasse, avec des Érotes, des guirlandes et des masques. Les Érotes portent des couronnes dans lesquelles sont sculptés trois visages qui rappellent la décoration de certains sarcophages romains. Au-dessus de la niche faisant face à l'entrée, se trouvent deux imagines clipeatae, l'une d'homme, l'autre de femme, respectivement identifiées à Dioclétien et à son épouse Prisca (exécutée en 313 à Thessalonique sur l'ordre de Maximin Daïa). Cette dernière identification a été remise en doute parce que Prisca ne reçut jamais la dignité d'augusta ni ne fut officiellement reconnue comme impératrice. D'autre part, le portrait féminin est doté d'une couronne en forme de tour crénelée qui n'appartient pas au type du portrait féminin impérial, mais à celui de Tyché, utilisé comme pour des personnifications (de ville, de province ou de vertu) dans l'Antiquité tardive : cette Tyché particulière serait alors celle d'Aspalathos et son association au portrait de Dioclétien donnerait à ce dernier une valeur de fondateur de ville.
Cette seconde hypothèse repose en grande partie sur le rapprochement de ces reliefs avec une paire en apparence similaire d’imagines clipeatae figurant sur les écoinçons du « Petit arc de Galère » dans le palais de cet empereur à Thessalonique : l'un des portraits est celui de Galère, et le second celui d'une Tyché, très vraisemblablement la ville de Thessalonique. Une étude récente conduit néanmoins à reconsidérer cette comparaison, car des traces nettement visibles de reprise sur l'arc montrent que la tychè est une modification postérieure du portrait féminin originel qui faisait pendant à Galère, et qui pourrait bien avoir été celui de son épouse, Galeria Valeria, la fille de Dioclétien et Prisca, exécutée avec sa mère à Thessalonique en 313. La représentation de la Tyché de Thessalonique n'appartient donc pas au motif initial mais n'est que la résultante d'une damnatio memoriae. Il n'est pas exclu qu'il en ait été de même à Split, mais l'étude du portrait féminin dans cette optique reste à faire.
Un troisième portrait dans le mausolée de Split correspond à Hermès Psychopompe, selon une thématique funéraire attendue dans ce contexte.
Le mausolée est entouré d'un portique de 24 colonnes en remploi, de matériaux divers, portant des chapiteaux corinthiens, et couvert par une toiture de tuiles reposant sur une architrave sur la façade extérieure du mausolée.
Le mausolée de Dioclétien est comparable à d'autres monuments contemporains tels que le « mausolée de Galère » à Thessalonique (en réalité sans doute un temple des Cabires), et surtout le mausolée de Maxence sur la Voie Appienne à Rome. L'analogie du monument avec la Rotonde de Galère à Thessalonique a d'ailleurs conduit N. Duval à émettre des doutes sur la fonction exacte de l'octogone de Split : la démonstration que la Rotonde ne pouvait être le mausolée de Galère puisque celui-ci a été retrouvé sans contestation possible à Gamzigrad peut entraîner une remise en cause de l'identification traditionnelle du mausolée de Split. Dans certaines traditions médiévales, l'octogone n'était qu'un des temples du palais et la sépulture de Dioclétien se trouvait ailleurs. L'exemple même de Gamzigrad où le mausolée est sur la colline de Magura, à l'extérieur de l'enceinte palatiale, invite à remettre en cause le lien entre palais et mausolée. Même le monument en apparence le mieux connu du complexe palatial n'est donc pas identifié avec une absolue certitude. C'est en tout cas l'un des monuments de l'Antiquité tardive les mieux préservés.

### Le temple

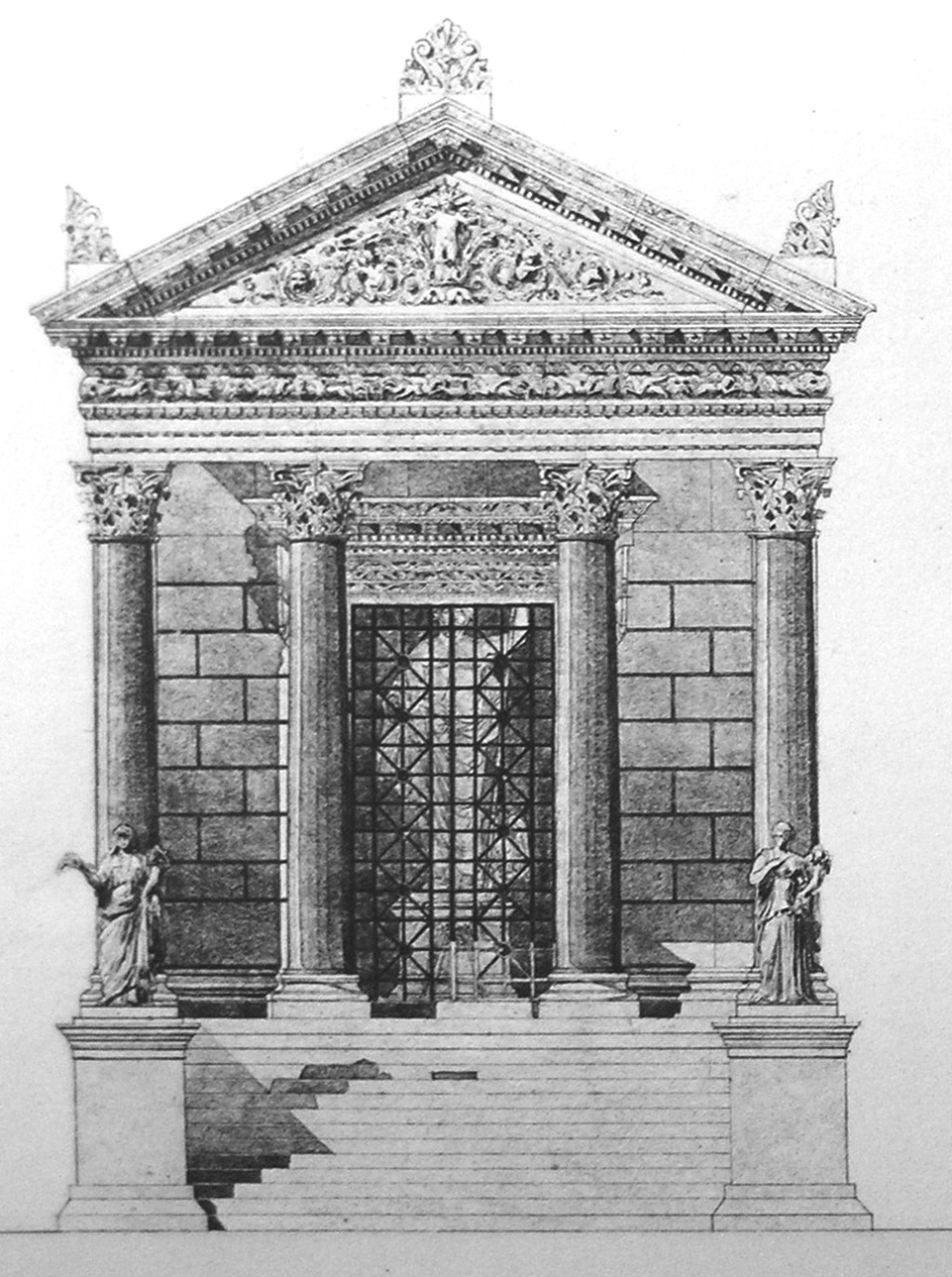
Façade du temple restituée par E. Hébrard (1912).

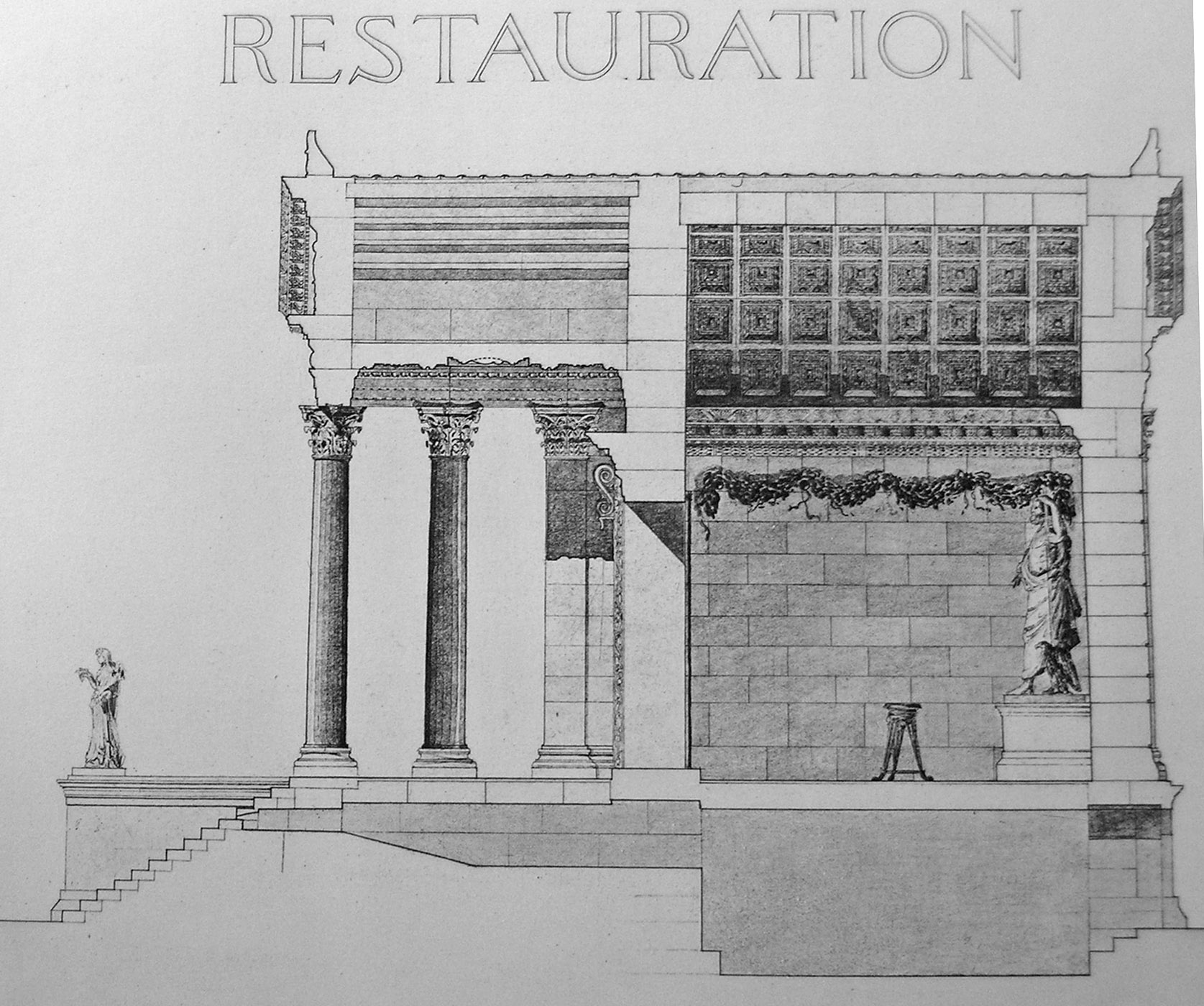
Coupe du temple restituée par E. Hébrard (1912).

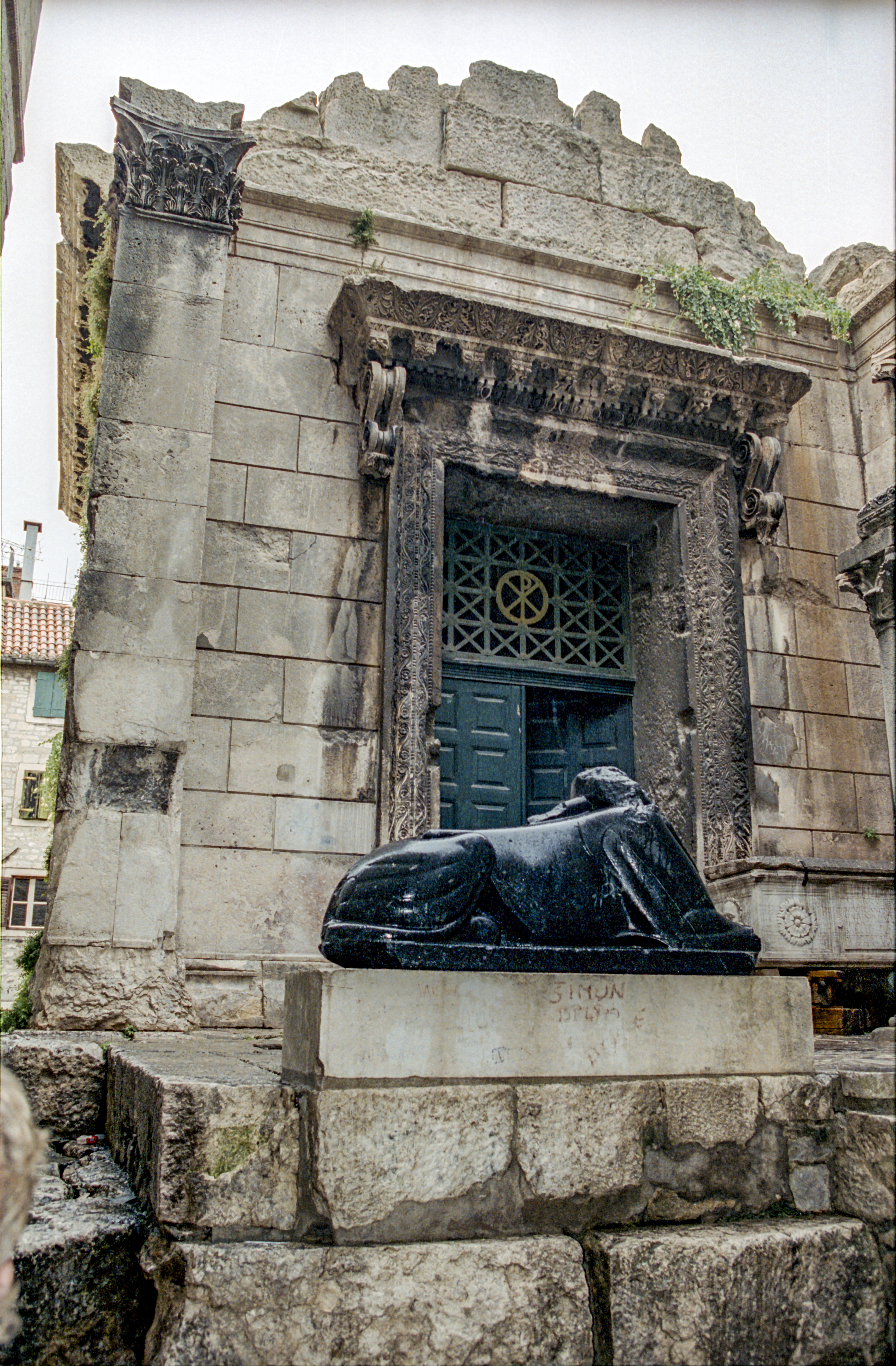
Aspect actuel du temple.

L'angle sud-ouest du palais était occupé par un autre téménos, d'une largeur équivalente à celui du Mausolée, mais plus long (44 m). Il comprenait un petit temple classique et deux structures circulaires, dans les angles nord-est et sud-est, correspondant peut-être à des autels. Ces deux derniers édifices ne sont conservés qu'à l'état de fondations et leur fonction ne peut être identifiée avec certitude.
Le temple est un édifice tétrastyle prostyle corinthien, l'entrée tournée vers le Péristyle, et construit sur un podium de 21 m sur 9,30 m, pour une hauteur de 2,50 m. Il ne reste rien du pronaos et donc de la façade, mais le reste du temple est très bien conservé. Les murs extérieurs de la cella, longue de 11,40 m, présentent un appareil bien ajusté, et sont décorés aux angles de pilastres avec leur chapiteau. La porte, large de 2,50 m et haute de 6 m, a un chambranle richement sculpté : au milieu du feuillage, des enfants cueillent des raisins tandis que des oiseaux volettent autour. Deux consoles à volutes supportent une corniche corinthienne à dix modillons : les entre-modillons sont occupés par des têtes sculptées représentant deux tritons, Hélios, Héraclès, Apollon, une tête humaine non identifiée, deux Victoires ailées et un aigle. Aucun élément de ce programme iconographique ne peut être directement relié à l'idéologie tétrarchique.
La chambre du temple est couverte par une voûte en berceau, faite de trois rangées de dalles soigneusement ajustées, et sculptées pour former un plafond à caissons : le décor sculpté de têtes humaines et de rosettes en est souvent comparé à celui du temple de Vénus à Rome, construit sous le règne d'Hadrien près du Forum Romanum. Immédiatement sous la voûte court une corniche corinthienne dont les modillons sont décorés par des éclairs.
La statue de culte que contenait la cella est probablement celle qui fut emportée à Venise à la fin du XIVe siècle : on suppose, d'après l'ascendance divine que Dioclétien a voulu se donner, qu'il s'agissait d'une statue de Jupiter, auquel aurait été dédié le temple. La présence de l'aigle jovien, et du serviteur héroïque de Jupiter qu'est Héraclès parmi les figures sculptées de la corniche extérieure, mais aussi celle des éclairs sur la corniche intérieure s'accordent bien avec cette hypothèse.
Comme le podium du mausolée, celui du temple comporte une crypte, à laquelle on accède par un étroit passage à l'arrière. Sa fonction est inconnue.

### Le Vestibule
En arrière du porche monumental d'entrée constituant le côté sud du Péristyle se trouve le Vestibule, une grande chambre circulaire (rotonde) de 12 m de diamètre et 17 m de hauteur. Ses murs ne présentent pas un appareil de parpaings dressés mais une maçonnerie alternant les assises de moellons et de mortier et celles de briques (opus incertum mixtum). Quatre niches semi-circulaires ouvrent de part et d'autre des entrées nord et sud de la pièce, qui était éclairée à l'origine par de petites fenêtres hautes. Le plafond est une voûte qui, comme les murs, devait être recouvert d'une mosaïque de verre coloré.
La rotonde du Vestibule est inscrite dans un édifice carré, de telle sorte que les murs étaient suffisamment épais dans les angles pour permettre l'aménagement d'escaliers en spirale menant aux niveaux supérieur et inférieur. Le niveau en sous-sol du Vestibule était pourvu d'accès sur ses quatre côtés, vers les thermes est et ouest, le Péristyle et les sous-sols des appartements.

### Les thermes
L'étroite bande d'espace située entre les deux téménos au nord et les appartements privés au sud est occupée par deux petits ensembles thermaux, possédant chacun leur palestre et leurs pièces de service. Ces deux bains n'ont été découverts que par les fouilles contemporaines et restent mal connus. Plusieurs pièces pourvues d'hypocaustes ont été identifiées ainsi qu'un praefurnium pour les bains ouest.
L'alimentation en eau de ces thermes et de l'ensemble du palais se fait par un aqueduc apportant l'eau du Jadro, rivière distante de 9,7 km. Le tronçon le mieux préservé de cet ouvrage essentiellement souterrain comprend 28 arches hautes de 16,5 m traversant la vallée sèche de Dujmovača. Le débit de l'aqueduc est estimé à 13 m3/s. soit 1 000 000 m3 par jour.

### Les appartements privés

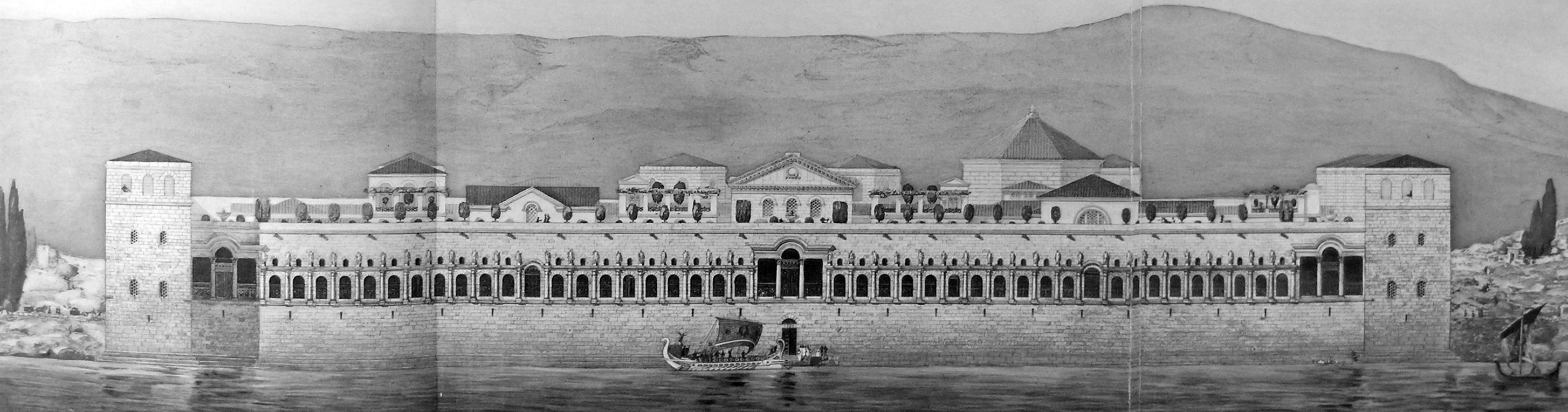
Façade maritime du palais sur laquelle donnaient les appartements privés (restitution de E. Hébrard et J. Zeller, 1912). Un des bâtiments construits plus tard à Londres le long de la Tamise, est directement inspiré de cette façade.

La zone résidentielle proprement dite du palais correspond à une bande de 40 m de large immédiatement en arrière de la façade sud. Ces appartements reposent sur un ensemble de pièces souterraines voûtées d'une hauteur pouvant atteindre 8 m. L'entrée principale se trouve dans le prolongement du passage sud du Vestibule, avec une grande pièce rectangulaire (31 × 12 m) dans la continuité architecturale du Péristyle. Cette pièce, éclairée par des fenêtres hautes, était peut-être recouverte d'une voûte en berceau, et reliait le Vestibule au nord à la longue galerie de la façade sud, le seul accès aux appartements privés.
Deux puits de lumière flanquent le hall d'entrée et le séparent de deux rangées symétriques de petites pièces rectangulaires (environ 4,30 × 5,25 m), couvertes de voûtes en berceau, et ouvrant sur un corridor voûté sur le côté opposé. Dans la moitié est, se trouvent un ensemble de puits de lumière et de pièces ordonnés autour d'une grande pièce octogonale pourvue de niches, où on reconnaît la salle à manger principale, le triclinium. L'axe nord-sud de cette pièce correspond aux entrées et se trouve à peu près aligné avec une des ouvertures les plus grandes de la façade sud du palais. La moitié ouest des appartements comprend la plus grande salle, de forme rectangulaire (32 × 14 m), terminée à l'extrémité nord par une abside inscrite. Ses voûtes en croisée reposent sur six piliers massifs disposés en deux rangées créant trois ailes distinctes. La pièce est éclairée par deux puits de lumière symétriques sur les côtés est et ouest. On y accède par trois portes sur le côté sud. Il est probable qu'il s'agit de la salle d'audience principale du palais. L'extrémité ouest du complexe est occupée par un ensemble de 14 petites pièces de formes variées, certaines pourvues d'absides, d'autres circulaires ou cruciformes. La localisation de cet ensemble près de la salle d'audience et à l'opposé du triclinium suggère qu'il s'agit des parties proprement privatives de la résidence.

## L'interprétation du complexe: palais impérial, forteresse ou villa?

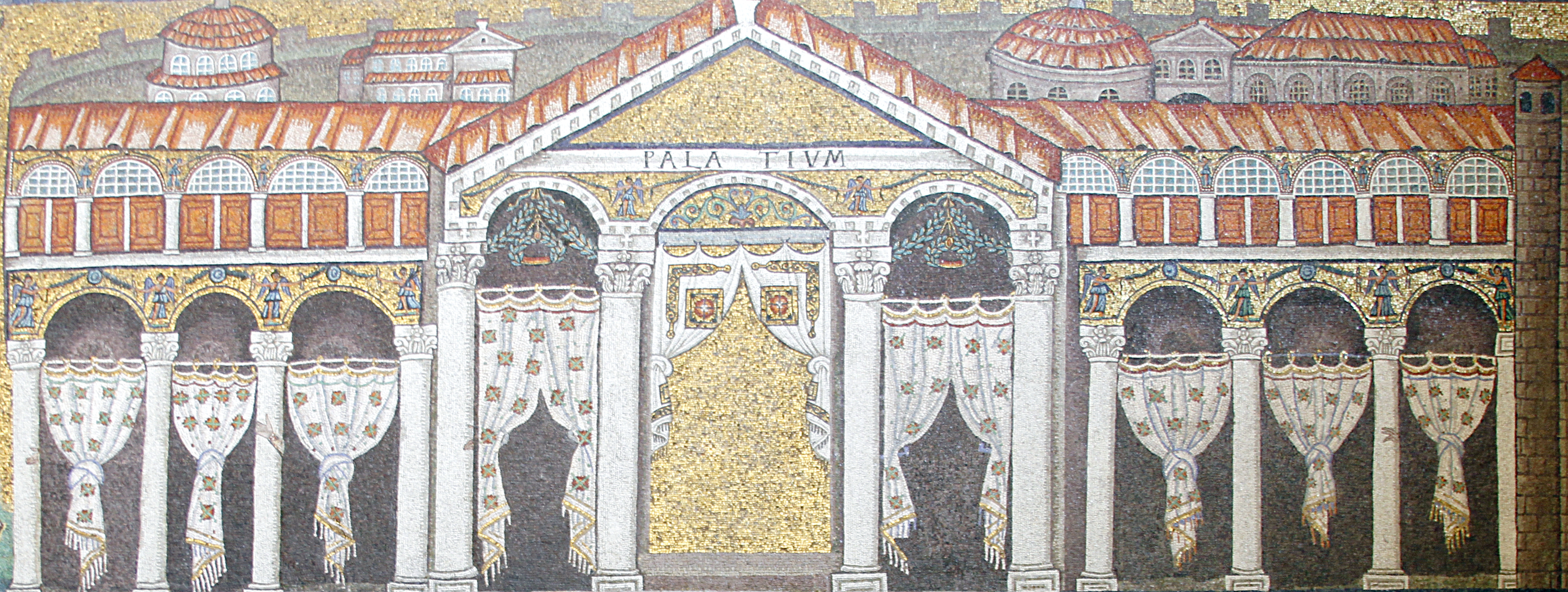
Représentation de la façade du palais de Théodoric le Grand à Ravenne sur une mosaïque de Sant'Apollinare nuovo.

La dénomination de « palais » communément attribuée au complexe architectural de Split peut être trompeuse : en abdiquant formellement, Dioclétien redevint un simple citoyen, et c'est en tant que tel qu'il passe les dernières années de sa vie dans cette résidence, que les sources contemporaines désignent sans ambiguïté possible comme une villa,. Il n'y a donc pas de témoignage que le monument ait servi de palatium (le terme latin qui est l'origine étymologique de « palais »), c'est-à-dire d'édifice conçu à la fois pour abriter la résidence privée impériale et pour déployer le cérémonial aulique développé qui caractérise le pouvoir impérial dans l'Antiquité tardive.

### Split et la théorie du palais impérial

Cités dotées d'un palais impérial de tétraque : Trèves, Milan, Sirmium, Nicomédie.

Pourtant, les premiers architectes et archéologues à consacrer des études développées de Split y reconnaissent volontiers des caractéristiques architecturales qui annoncent selon eux le plan des palais impériaux antiques tardifs et byzantins : l'importance des voies à colonnades, le Péristyle et son porche monumental, le Vestibule, entre autres, ressemblent aux vestibules, salles de réception, rotondes et basiliques qu'on trouve effectivement dans les palais impériaux plus tardifs. Le risque de cette interprétation est celui d'un double anachronisme, dans l'histoire du cérémonial impérial d'une part, et dans le déroulement de la vie de Dioclétien d'autre part — il n'est plus empereur lorsqu'il occupe cette résidence et sa principale activité attestée n'est pas le gouvernement mais le jardinage — à en croire la répartie qui lui est attribuée à l'entrevue de Carnuntum.
L'architecture du complexe de Split a été rapprochée d'autres constructions contemporaines : Dioclétien a ainsi construit un véritable palais, lors de son règne, à Antioche, qui n'est connu que par la description qu'en a laissée l'orateur Libanios : les appartements se trouvaient à l'extrémité d'une rue, derrière un porche monumental, tandis qu'une des façades donnait sur un plan d'eau et possédait une colonnade et des loggias. Le porche monumental du Vestibule dans le Péristyle peut aussi évoquer la façade en arrière-plan du missorium de Théodose, parfois identifiée au palais impérial de Milan. Ces rapprochements ont conduit certains historiens tels Ejnar Dyggve à reconnaître dans le plan de Split un complexe cérémonial ordonné le long d'un axe central menant à la salle d'audience impériale : le premier élément serait le Péristyle interprété comme une basilique hypèthre (à ciel ouvert), au seuil de laquelle apparaîtrait l'empereur dans un cadre architectural soulignant la majesté de sa personne, le « Prothyron » — le porche du Vestibule — juste devant la salle du trône elle-même — le Vestibule ainsi réinterprété, en soulignant la symbolique architecturale cosmique que constituerait sa coupole.
Les rapprochements sont néanmoins trompeurs. Le nombre de palais impériaux tétrarchiques, ou chronologiquement proches, suffisamment connus pour être inclus dans le raisonnement comparatiste est très faible : il ne reste rien du palais de gouvernement de Dioclétien qui se trouvait à Nicomédie, et pratiquement rien des palais de Sirmium, Milan ou Trèves (mise à part la basilique dans ce dernier cas). Les vestiges du Grand Palais de Constantinople sont presque aussi maigres, et les reconstitutions tentées sur la base des descriptions qui en subsistent varient considérablement. La description de Libanios pour celui d'Antioche ne dit rien de son organisation interne. Le seul exemple assez bien connu qui pourrait être cité est le palais de Galère à Thessalonique : mais ce complexe est pleinement intégré à l'urbanisme de la capitale tétrarchique, notamment via l'arc de Galère et l'hippodrome, et par conséquent n'est absolument pas comparable à l'ensemble architectural de Split, construit en pleine campagne.
Tous les éléments cités comme caractéristiques de l'architecture palatiale antique tardive peuvent en réalité être attribués à d'autres modèles architecturaux beaucoup plus répandus : la façade à portiques n'est pas un symbole d'autorité mais un trait commun à presque tous les édifices publics ; l'utilisation de grandes rues à colonnades dans un plan orthogonal se rencontre dans toutes les grandes villes de l'Orient romain ; le périmètre fortifié se distingue des enceintes urbaines de l'époque. Même la description du porche d'entrée du palais d'Antioche n'est pas vraiment comparable au Péristyle : dans le premier cas, il s'agit en effet de l'entrée principale du complexe palatial depuis l'extérieur, alors que dans le deuxième cas, c'est une entrée intérieure au complexe.
Le Péristyle n'a d'ailleurs pas la fonction d'une basilique, mais d'un espace de communication, un carrefour articulant entre eux les différents monuments (Temple, Mausolée) et surtout les différents niveaux du palais : l'escalier descendant au sous-sol du Vestibule et reliant ainsi le Péristyle à la galerie de façade et à la porte sud est à ce titre l'élément architectural déterminant. La continuité structurale entre le Péristyle et les appartements privés existe bien, mais elle doit être interprétée en termes de circulation et non selon le modèle d'un cérémonial processionnel impérial. Elle ne doit pas faire oublier la différence de niveaux : les appartements privés sont ainsi surélevés pour rester à un niveau comparable aux constructions de la partie nord du complexe, et compenser ainsi la pente naturelle.

### Une forteresse?

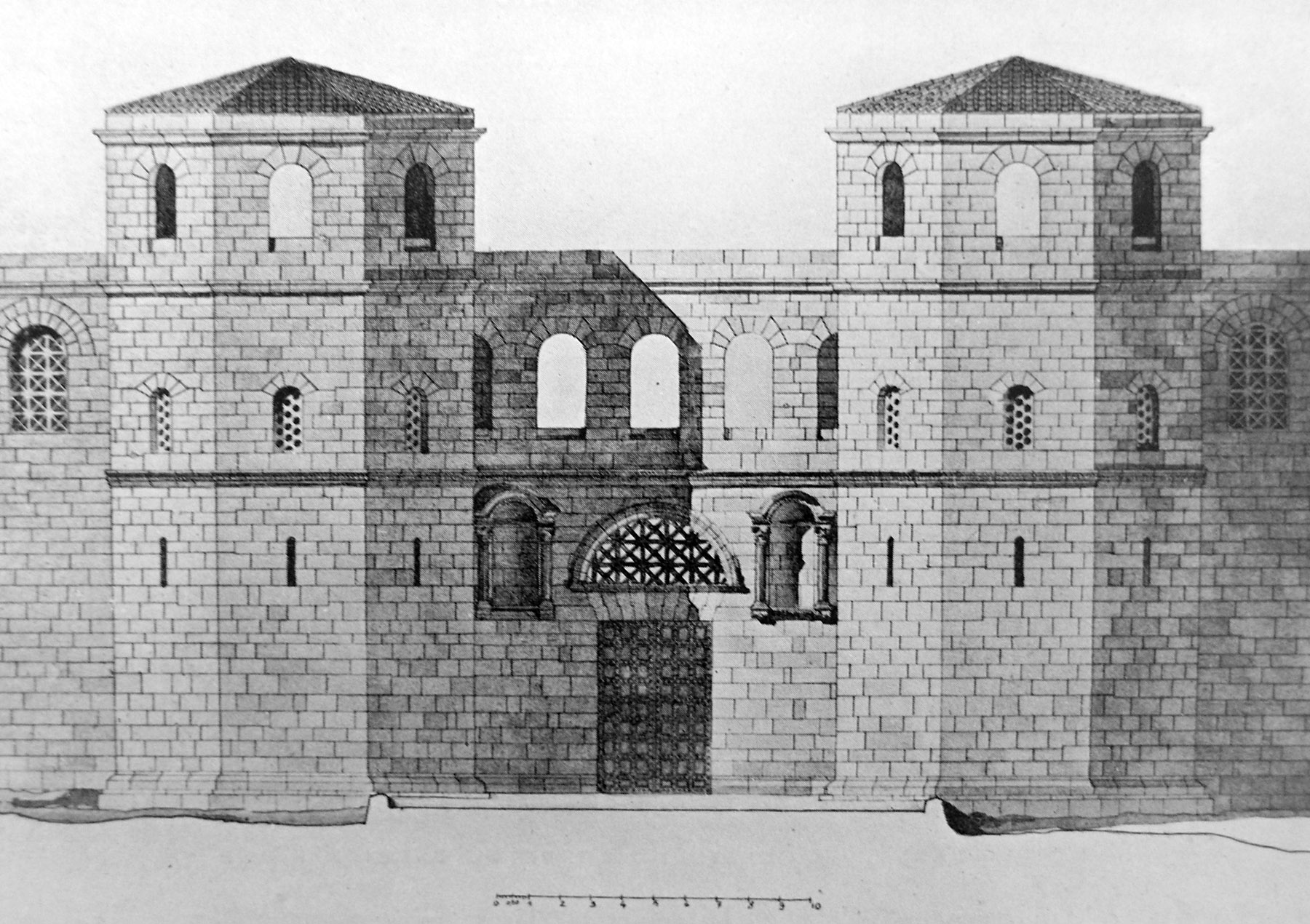
Porta Ferrea.

Par certains aspects le complexe palatial rappelle l'architecture militaire de la période : le plan d'ensemble lui-même évoque celui d'un castrum rectangulaire, du modèle que les Tétrarques construisent en nombre sur les frontières de l'empire. L'agencement des rues est similaire à celui d'un camp militaire romain : la via praetoria mène de la Porte nord (porta praetoria) à un carrefour avec la via principalis reliant les portes est et ouest (porta principalis dextra et sinistra). C'est au-delà de cette jonction qu'on trouve normalement dans un fort les principia, le quartier général, flanqué par le prétoire (praetorium), la résidence du commandant de la garnison, et le sanctuaire (aedes) des enseignes légionnaires.
Parmi les variations sur ce plan connues pour l'époque, on trouve ainsi le fort de Drobeta, sur la rive nord du Danube, où l'espace est divisé en quatre quartiers symétriques par les deux voies centrales perpendiculaires, ou encore, plus proche encore du schéma de Split, la forteresse de Dioclétien à Palmyre : on y retrouve le même agencement des voies tandis que les principia sont situés contre le côté intérieur, à l'opposé de la porte principale. La comparaison n'est valide que si l'on reconnaît des éléments de principia dans les édifices de la partie sud du palais de Dioclétien à Split : à ce titre, le Péristyle avec sa colonnade et son porche monumental à arc central peut évoquer la façade d'un aedes principiorum d'une forteresse légionnaire classique.
Avec ses caractéristiques empruntant à la fois à l'architecture militaire, urbaine et résidentielle rurale, c'est en fait, pour reprendre l'expression de N. Duval, l'équivalent d'un château moderne. Le terme évoque en français un complexe monumental associant une résidence d'apparat et ses dépendances, une architecture monumentale, et souvent une enceinte fortifiée. Mais de même que l'abdication volontaire de Dioclétien était un fait presque inouï de l'histoire impériale romaine, la résidence prévue pour sa retraite demeura un édifice sans véritable équivalent après la Tétrarchie.

### Les «palais de retraite» et «palais de famille»
La découverte en Serbie à la fin du XXe siècle de deux complexes fortifiés, Romuliana et Šarkamen, présentant, à des degrés divers, les mêmes caractéristiques que le palais de Split, a permis de le replacer dans un ensemble de « palais de retraite » impériale datant de la Tétrarchie. La volonté d'un empereur de magnifier par des constructions sa petite patrie d'origine, si modeste soit-elle, s'est rencontrée avant la Tétrarchie, par exemple avec la reconstruction de Philippopolis de Syrie par Philippe l'Arabe. On la retrouve encore au VIe siècle, cette fois également en Illyricum, avec l'éphémère fondation justinienne de Justiniana Prima. La différence dans le cas des trois ensembles précités est la reproduction d'un schéma architectural bien défini lié au projet politique tétrarchique, et à l'idéal d'une retraite programmée sur son lieu d'origine après l'exercice du pouvoir pendant une période finie. On retrouve en effet à Romuliana le même type de villa fortifiée qu'à Split, associée à un petit mausolée à quelque distance, où furent déposés les restes de l'empereur Galère après sa crémation sur un bûcher dont les archéologues ont retrouvé les vestiges. Dans le cas de Šarkamen, la villa est moins bien connue — seule une enceinte moins imposante qu'à Romuliana en a été fouillée — mais elle est aussi associée à un complexe funéraire, où le matériel retrouvé (fragments de statue impériale de porphyre, ornements) permet de situer la crémation d'une impératrice de l'époque tétrarchique, probablement la mère de Maximin Daïa.
Il existait probablement d'autres ensembles comparables, non retrouvés ou non identifiés. L'on sait que Maximien, bien qu'il ait préféré une retraite en Campanie ou en Lucanie, s'était fait aménager une grande villa en Illyricum. Ainsi les empereurs de la Tétrarchie, tous d'origine illyrienne, se sont-ils fait construire de grands « palais de retraite » ou « palais de famille » dans cette région de l'Empire.

## Le palais après Dioclétien

### Les usages du palais dans l'Antiquité tardive

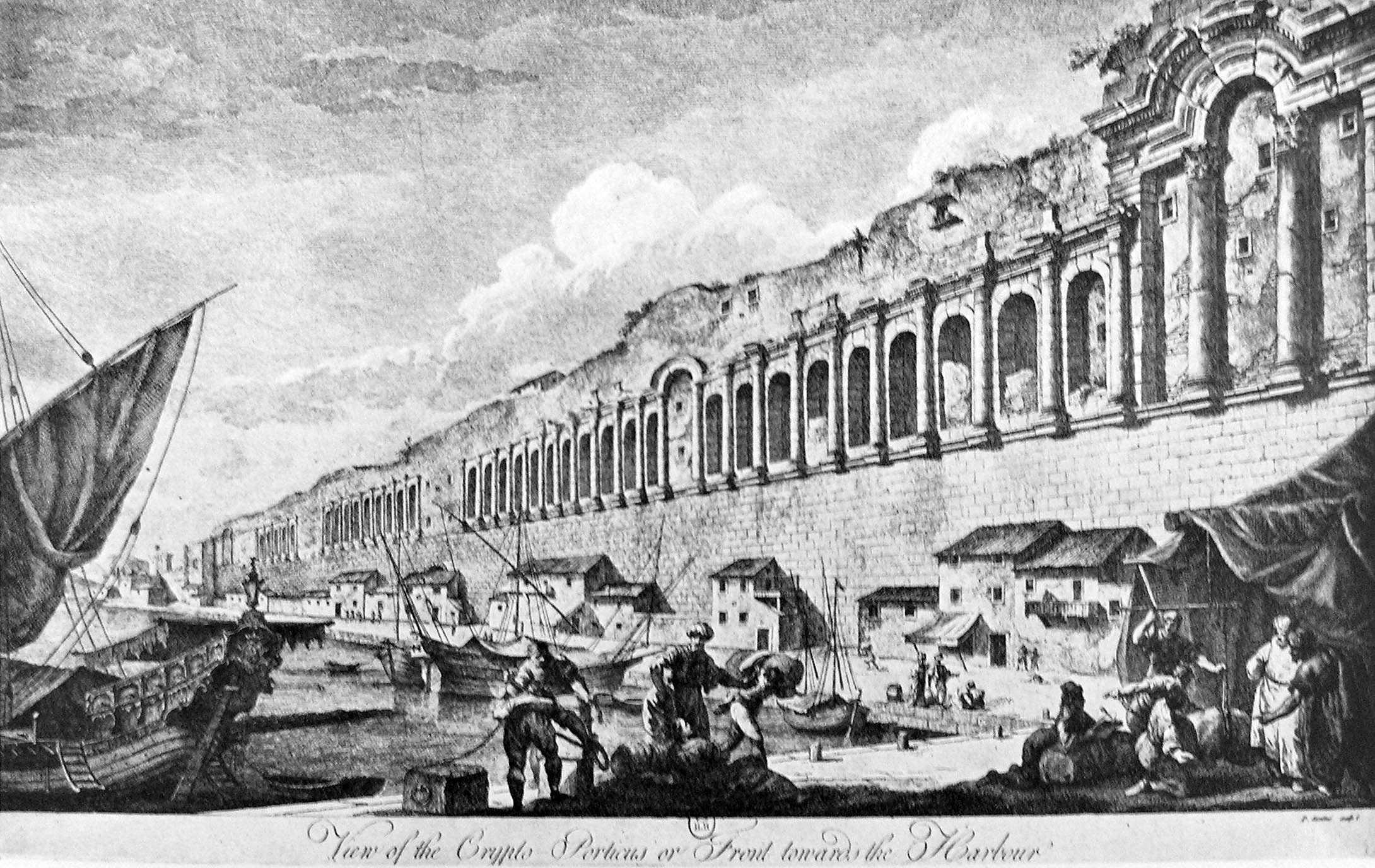
La façade maritime du palais (sud-ouest) vue par Adam en 1764.

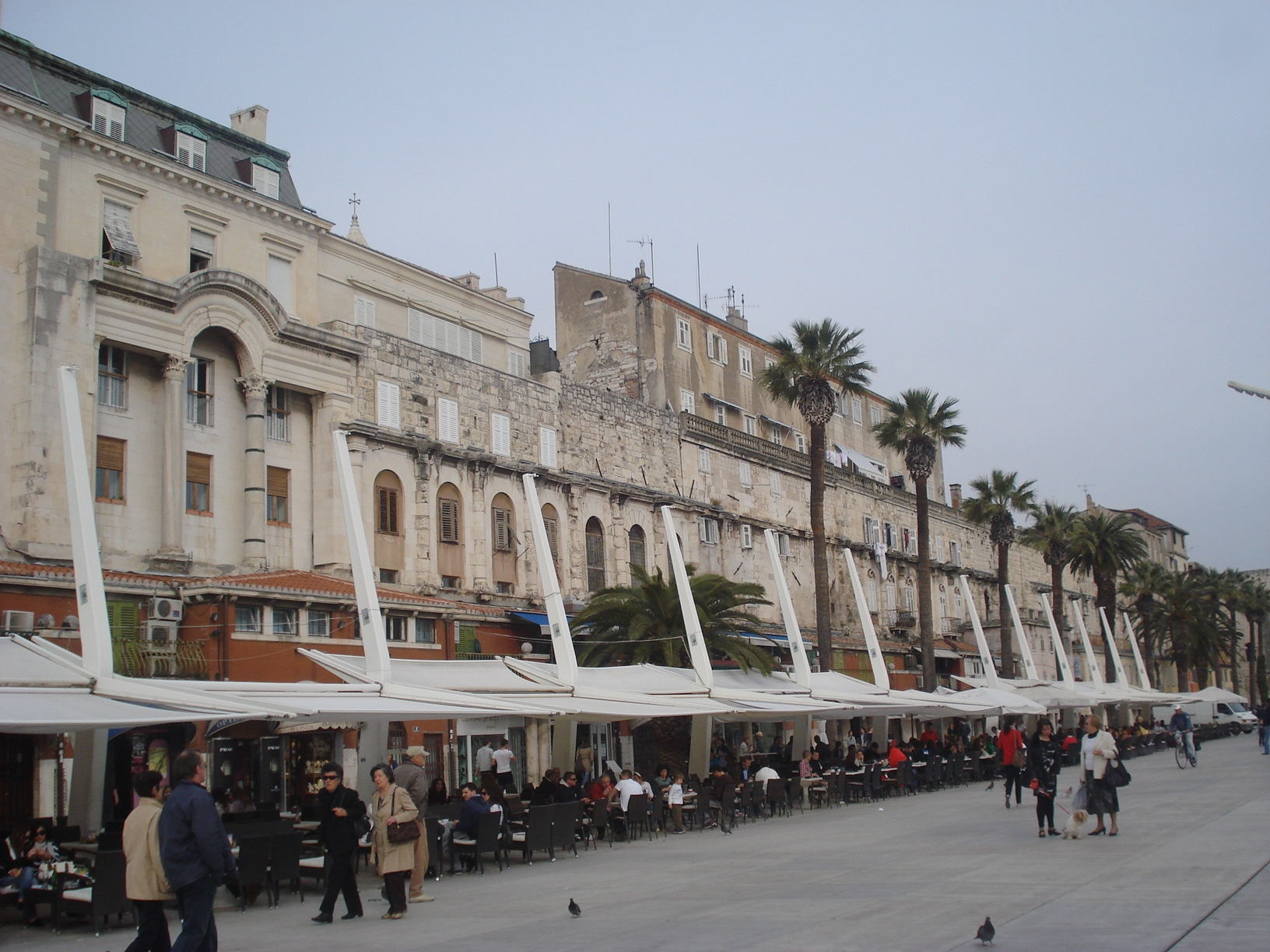
La même façade sud-ouest aujourd'hui.

L'on ne sait presque rien du sort du palais de Dioclétien pendant près de deux siècles après la disparition du fondateur de la Tétrarchie. La province de Dalmatie continue d'être administrée par un gouverneur résidant à Salone, et d'appartenir au diocèse d'Illyricum. À ce titre, elle dépend de l'Empire d'Occident jusque sous le règne de Flavius Honorius compris, avant de passer sous le contrôle de l'Empire d'Orient lorsque Valentinien III monte sur le trône de Ravenne en 425, et enfin de tomber entre les mains des Ostrogoths en 493. Par rapport aux provinces frontalières, directement affectées par les incursions barbares successives en deçà du Rhin et du Danube, la Dalmatie paraît relativement paisible. La région sert même à accueillir des réfugiés, mais aussi des personnages tombés en disgrâce qui y sont exilés : l'îlot désolé de Boa (Čiovo) est la destination temporaire ou définitive du magister officiorum Florentius en 361, de l'ancien proconsul d'Afrique Hymetius en 371-372, ou encore de Jovinianus en mars 412.

#### Une résidence officielle
C'est probablement dans la villa, encore entretenue, que Galla Placidia et son fils Valentinien résident en 425 lorsqu'ils séjournent quelque temps à Salone avant de gagner Ravenne,. Le mausolée de Dioclétien est en tout cas resté intact puisqu'il est mentionné par Ammien Marcellin, qui rapporte une tentative en 356-357 sous Constance II pour voler les robes de pourpre qui y sont conservées. Au Ve siècle, Sidoine Apollinaire fait encore allusion au mausolée. Après la mort d'Aetius, le comte de Dalmatie, Marcellinus, entre en rébellion et gouverne la province de façon autonome jusqu'à son assassinat en Sicile en 468 : le palais lui sert de résidence, de même qu'à son neveu Julius Nepos qui lui succède, avant de s'emparer en 474 du trône de Ravenne en chassant Glycérius : ce dernier est exilé à Salone dont il devient l'évêque. Après la fin de son court règne, en août 475, Julius Nepos retourne à Salone d'où il continue à se proclamer auguste d'Occident sur le monnayage qu'il fait frapper, et à tenter de reprendre le pouvoir à Ravenne, avec l'appui de Zénon. Il est finalement assassiné le 9 mai 480 par ses partisans Viator et Ovida, peut-être avec l'aide de Glycerius, dans sa résidence près de Salone : il est plausible qu'il s'agisse là encore du palais de Dioclétien,.
Le complexe retrouve sans doute sa fonction de résidence du gouverneur de Dalmatie sous le règne des Ostrogoths, avant de repasser sous contrôle romain lors de l'offensive préliminaire à la campagne d'Italie sous Justinien en 537. L'arrière-pays de Salone est bientôt en proie aux raids des Avars et des Slaves qui finissent par s'attaquer aux villes de la côte dans les dernières décennies du VIe siècle. Le dernier fonctionnaire romain attesté à Salone est le proconsul Marcellinus, auquel le pape Grégoire Ier adresse une lettre en 599. La dernière inscription datée de Salone est l'épitaphe de l'abbesse Johanna, une réfugiée de Sirmium, décédée le 12 mai 612. La ville est donc abandonnée au début du VIIe siècle, ce qui n'est pas le cas du complexe de Spalato.

#### Une manufacture de textile

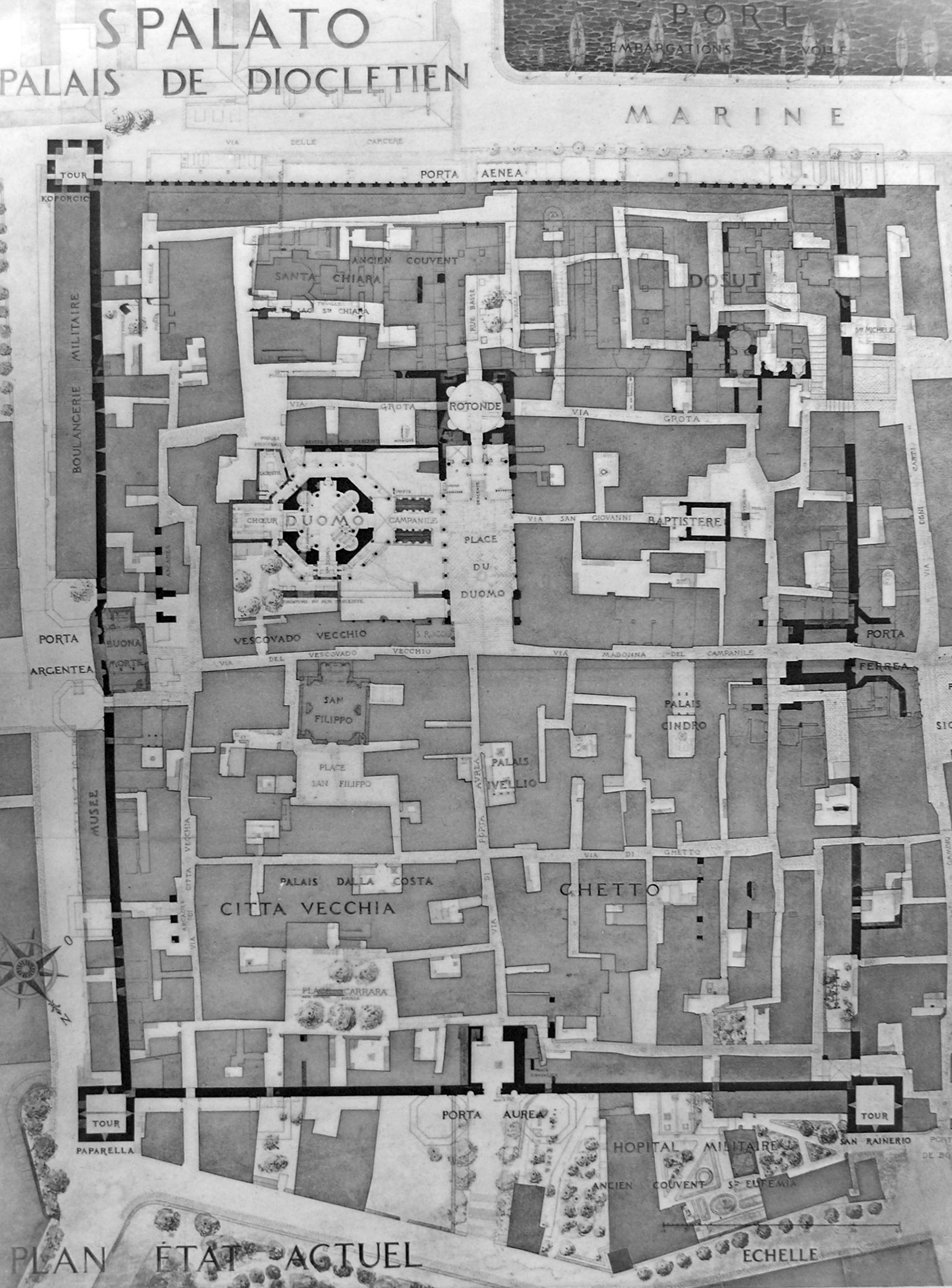
Plan des vestiges du palais dans la ville de 1912 (E. Hébrard).

L'une des mentions les plus intéressantes de Spalato pour l'Antiquité tardive se trouve dans la Notitia Dignitatum (XI) qui indique l'existence d'un « Procurator gynaecii Iovensis Dalmatiae - Aspalato ». D'après ce catalogue des dignités officielles de l'Empire romain tardif, remontant à la fin du IVe siècle et dont la partie occidentale n'a probablement pas bénéficié des mêmes mises à jour que la partie orientale sous Théodose II, Spalato accueillait donc un « gynécée jovien » sous la direction d'un procurateur, placé sous le contrôle du comte des largesses sacrées : il s'agit d'une manufacture d'État de textile, produisant les étoffes nécessaires à l'armée (uniformes) et à l'administration. L'hypothèse traditionnelle est d'y voir une transformation partielle du complexe palatial de Dioclétien, à une date inconnue mais nécessairement postérieure à la mort de l'empereur, tant cette activité artisanale paraît incompatible a priori avec une résidence de prestige, principalement en raison des odeurs dégagées. Cette conversion n'aurait toutefois été que partielle puisque des témoignages littéraires indiquent bien que le palais accueille encore jusqu'au VIe s. des hôtes de marque.
Selon une autre hypothèse plus récente, cette incompatibilité de fonction, déjà mise à mal par les sources, est largement un préjugé contemporain : les activités textiles, la teinturerie en particulier, étaient bien présentes au cœur des villes antiques, à Ostie ou Pompéi par exemple, et jouxtaient parfois de riches demeures particulières. Le Grand Palais à Constantinople comportait de nombreux ateliers d'artisans travaillant pour la cour. Il ne serait donc pas absurde de trouver au sein du même complexe fortifié une résidence de prestige et une manufacture d'État. Les deux fonctions auraient été nettement séparées topographiquement par les deux rues principales, dont les portiques de façade pouvaient également servir à masquer les activités moins nobles aux regards des visiteurs. Cette hypothèse se heurte à l'absence de vestiges archéologiques attribuables avec certitude à une telle activité. La difficulté réside en ce qu'aucun des sites mentionnés comme ayant abrité de telles installations n'en a révélé les vestiges, et qu'on ignore quel type de bâtiment chercher. Il faut donc avoir recours à d'autres informations pour confirmer cette hypothèse.
D'après le registre Notitia Dignitatum, il en existe en effet quatorze dans l'Empire romain tardif : à Rome, Aquilée, Milan, Canusium, Bassianae, Sirmium et donc Aspalathos en Illyrie, à Lyon, Reims, Trèves, Tournai et Autun en Gaule, à Carthage en Afrique, et Venta en Bretagne. La même source fait également état de neuf teintureries dont une à Salone en Dalmatie, voisine donc du gynaeceum d'Aspalathos. La localisation de ces grands ateliers d'État paraît dictée par plusieurs facteurs : la proximité des destinataires de leur production, à savoir l'armée déployée dans les provinces frontalières, la localisation des principaux centres administratifs de l'Empire, et la géographie de l'économie agropastorale, autrement dit la proximité des fournisseurs en matière première, la laine. C'est en particulier ce dernier facteur qui peut justifier l'implantation du gynaeceum d'Aspalathos et de la teinturerie de Salone ; la Dalmatie est une région importante d'élevage ovin — en illyrien, Delm ou Dalm signifie d'ailleurs berger— avec une longue tradition de tissage de la laine.

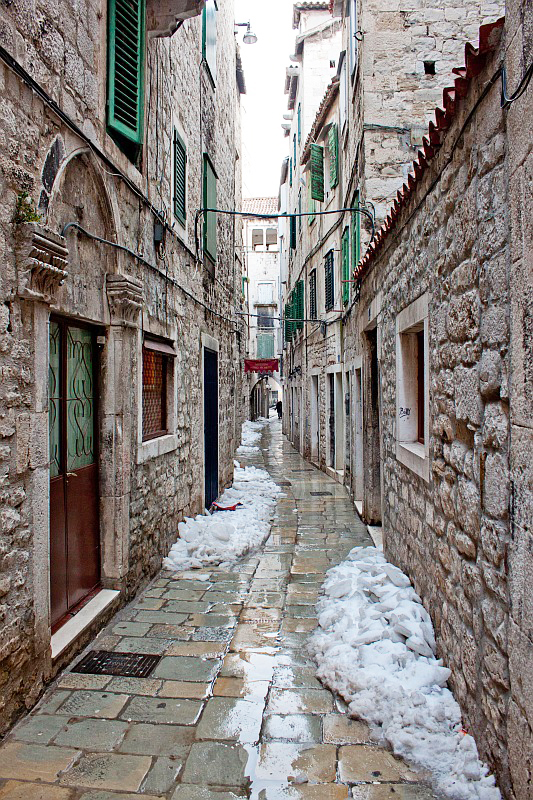
Une rue du palais de Dioclétien un rare jour de neige (photo de 2012).

Les gynaecea sont en fait des moulins à laine, qui requièrent pour leur fonctionnement une alimentation régulière et abondante en eau. Elle était assurée à Split par l'aqueduc monumental, probablement planifié dès l'origine du palais, et dont la capacité de 1,1 million de mètres cubes par jour semble disproportionnée par rapport à la taille du complexe. À titre de comparaison, l'adduction d'eau contemporaine de Split possède une section de dimensions comparables (0,75 × 1,60 m) à celles de l'aqueduc et alimente une population de 173 000 habitants. L'aqueduc antique de Salone était moins important que celui de Split alors qu'il desservait une ville de 50 000 habitants. La surcapacité de l'aqueduc de Split est d'autant plus étonnante que la seule installation grande consommatrice d'eau attestée archéologiquement est le complexe thermal du palais, de taille beaucoup plus modeste que de grands thermes impériaux urbains. Leur fonctionnement se poursuit probablement jusqu'à ce que l'aqueduc soit endommagé pendant la guerre contre les Goths au début du VIe siècle, mais ils ne suffisent pas à justifier une telle adduction : c'est le fonctionnement du gynaeceum, avec ses grands bassins de décantation de la laine probablement installés dans la moitié Nord de l'aire fortifiée, qui permet de comprendre le surdimensionnement de l'aqueduc.
D'autres témoignages indirects peuvent être invoqués en faveur de l'existence d'un moulin à laine à Split, remontant peut-être à l'époque de Dioclétien. Le qualificatif de Joviensis attribué au seul gynaeceum d'Aspalathos dans la Notitia suggère fortement une référence à la divinité tutélaire de Dioclétien dans le système idéologique tétrarchique. Ce type d'établissement requiert par ailleurs une main-d’œuvre importante servile, les gynaeciarii, parmi lesquels on trouve sous Dioclétien, au temps de la dernière grande persécution, beaucoup de chrétiens réduits en esclavage, pour avoir refusé d'abjurer leurs croyances. Ces gynaeciarii sont organisés en collegia, et astreints à résidence sur leur lieu de travail : ils pourraient avoir logé dans les dépendances nord du palais. Or au Ve siècle, le saint patron des soldats et des tisserands est saint Martin de Tours, auquel est dédiée une petite église sur le chemin de ronde au-dessus de la porte d'Or. C'est peut-être là l'indice de la présence du christianisme dès la fondation du palais, en relation avec une fonction première elle aussi de manufacture d'État. Un autre saint honoré à Split, pour y avoir subi le martyre, est un dénommé Anastase Staš (hr), foulon (fullo) de son état, autre corps de métier attendu dans un pareil contexte. Enfin, la plante qui donne probablement son nom au site, Aspalatho, est la genista acanthoclada qui est utilisée pour produire un agent colorant en teinturerie.

### Du palais à la ville médiévale

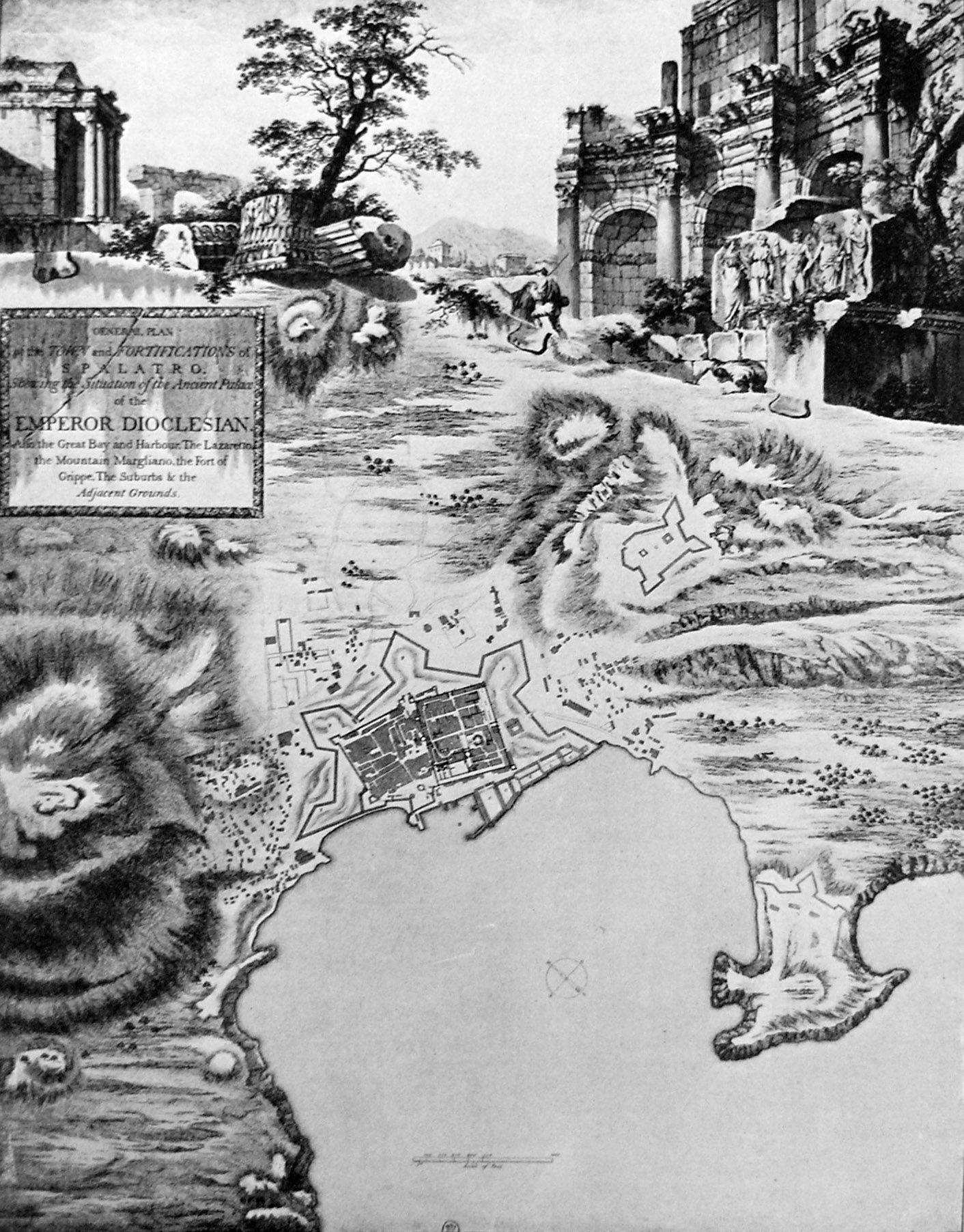
Le plan de Split en 1764 par Adam.

D'après l'histoire de l'Église de Salone rédigée par Thomas l'archidiacre au XIIIe siècle, la population de Salone menacée par la progression des Slaves en Dalmatie, se réfugie d'abord dans les îles de la côte, avant de retourner sur le continent en s'installant, sous la direction d'un certain Severus dans le palais de Dioclétien et ses environs. Après quelques difficultés initiales, les populations slaves et romaines de la région parviennent à un modus vivendi, qui permet de rétablir l'évêché de Salone désormais transféré à Split : Jean de Ravenne, un légat pontifical, est élu évêque et en 650 fait de l'ancien mausolée de Dioclétien, alors confondu avec un temple de Jupiter, la nouvelle cathédrale de son évêché, après l'en avoir débarrassé de ses idoles païennes.
Selon Thomas l'archidiacre, une expédition est envoyée par Jean de Ravenne à Salone pour récupérer les reliques de saint Domnius, mais elle doit y retourner après s'être trompée de sépulture : les restes du saint sont ensuite placés dans la cathédrale, et servent dès lors à justifier les prétentions de l'Église de Split à la primauté ecclésiastique sur la Dalmatie. Domnius est en effet un martyr salonitain tué le 10 avril 304 dans l'amphithéâtre de Salone, lors de la grande persécution ordonnée par Dioclétien. Il a été enterré avec un prêtre, Asterius, et quatre soldats, dans un mausolée près de la ville. Selon les chroniques pontificales, ces reliques ont fait l'objet d'une autre translation, en 641 sous le pape Jean IV, qui était d'origine dalmate. Il aurait négocié avec les Slaves la restitution des reliques et les aurait fait apporter à Rome. Cette seconde tradition mieux attestée sur le sort des reliques salonitaines a conduit à remettre en cause l'historicité de Jean de Ravenne et des actions : il s'agirait d'une fiction postérieure, peut-être du IXe siècle ou du Xe siècle. Cela n'invalide toutefois pas l'hypothèse d'une réoccupation de l'ensemble palatial au VIIe siècle, la question étant plutôt de savoir s'il y a eu solution de continuité ou non.
Le baptistère de la cathédrale de Split, qui n'est autre que le temple faisant face au mausolée, reconverti à cet usage, comportait un sarcophage attribué à l'archevêque Jean, le principal témoignage matériel venant confirmer la version de l'histoire ecclésiastique due à Thomas l'archidiacre. Il s'agit probablement en fait non pas du Jean de Ravenne dont l'historicité est en doute, mais d'un personnage homonyme qui aurait vécu à la fin du VIIIe siècle. L'extension de l'empire carolingien vers 800 en Dalmatie s'accompagne de missions franques chez les Slaves de la région.
Mais vers la fin du siècle, la région change encore de mains lorsqu'elle retourne sous le contrôle de l'Empire byzantin. En 868, Basile Ier dégage Raguse du siège arabe et raffermit la domination byzantine sur le thème de Dalmatie. La première description médiévale fiable de Split figure ainsi dans le De Administrando Imperio de Constantin VII Porphyrogénète (ch. 29) :

« La cité de Spalato, ce qui signifie « petit palais », a été fondée par l'empereur Dioclétien ; il en fait sa propre résidence et construisit à l'intérieur une cour et un palais dont la plus grande partie a été détruite. Mais quelques restes demeurent aujourd'hui, comme la résidence épiscopale de la cité et l'église de Saint-Domnus, dans laquelle repose saint Domnus lui-même, et qui était le lieu de repos du même empereur Dioclétien. En dessous se trouvent des salles voûtées qu'il a utilisé comme prison et dans lesquelles il a enfermé cruellement les saints qu'il a torturés. Saint Anastase repose aussi dans cette cité. Le mur de fortification de cette cité n'est construit ni en briques ni en ciment, mais de parpaings, d’un et souvent deux orgyies de longueur pour une orgyie de largeur, et ils sont ajustés et joints l'un à l'autre par des crampons de fer noyés dans du plomb fondu. Dans cette cité se trouvent aussi des rangées serrées de colonnes, avec des entablements au-dessus, sur lesquels le même empereur Dioclétien avait proposé de construire des voûtes et de couvrir toute la cité, et de construire son palais et tous les logements de la cité au-dessus de ces voûtes jusqu'à une hauteur de deux ou trois étages, de sorte qu'ils couvraient peu d'espace au sol dans cette même cité. Le mur de fortification de cette cité n'a ni avant-mur ni galerie mais seulement de hauts murs et des archères. »

La description du site par Constantin VII, vers 948-949, montre que le complexe palatial s'est transformé en une petite ville, dont l'armature est encore fournie par les constructions antiques tardives. L'archéologie confirme que les premières phases de construction postérieures au VIe siècle font un usage intensif des structures antiques tardives en remploi, qu'elles se contentent en général de partitionner avec des murs grossiers liés à l'argile. La population de ce gros bourg est majoritairement d'origine slave, d'après plusieurs indices : l'archevêque Jean au Xe siècle — encore un autre dirigeant de l'Église locale, lui mieux connu — est certainement slave, car son père se prénommait Tordacatus, forme romanisée du slave Tvrtko. La sculpture architecturale de la chapelle Saint-Martin, dans la porte nord des fortifications se rapproche stylistiquement du matériel présent dans les fondations des nobles croates du IXe siècle.
Progressivement, de nouvelles constructions viennent masquer les vestiges du palais de Dioclétien : la plus ancienne est le beffroi élevé au-dessus des remparts de la porte ouest, vers 1100, pour la chapelle dite de Notre-Dame des cloches (Gospa od zvonica). Les plus anciens vestiges d'architecture civile médiévale sont les grandes maisons gothiques à deux ou trois étages qui envahissent l'espace intérieur du palais aux XIIe siècle et XIIIe siècle. Le développement urbain conduit la ville au-delà du rempart tétrarchique au XIIIe siècle et un nouveau centre civique se développe à la fin du Moyen Âge à l'ouest des murs.

### La redécouverte du palais de Dioclétien

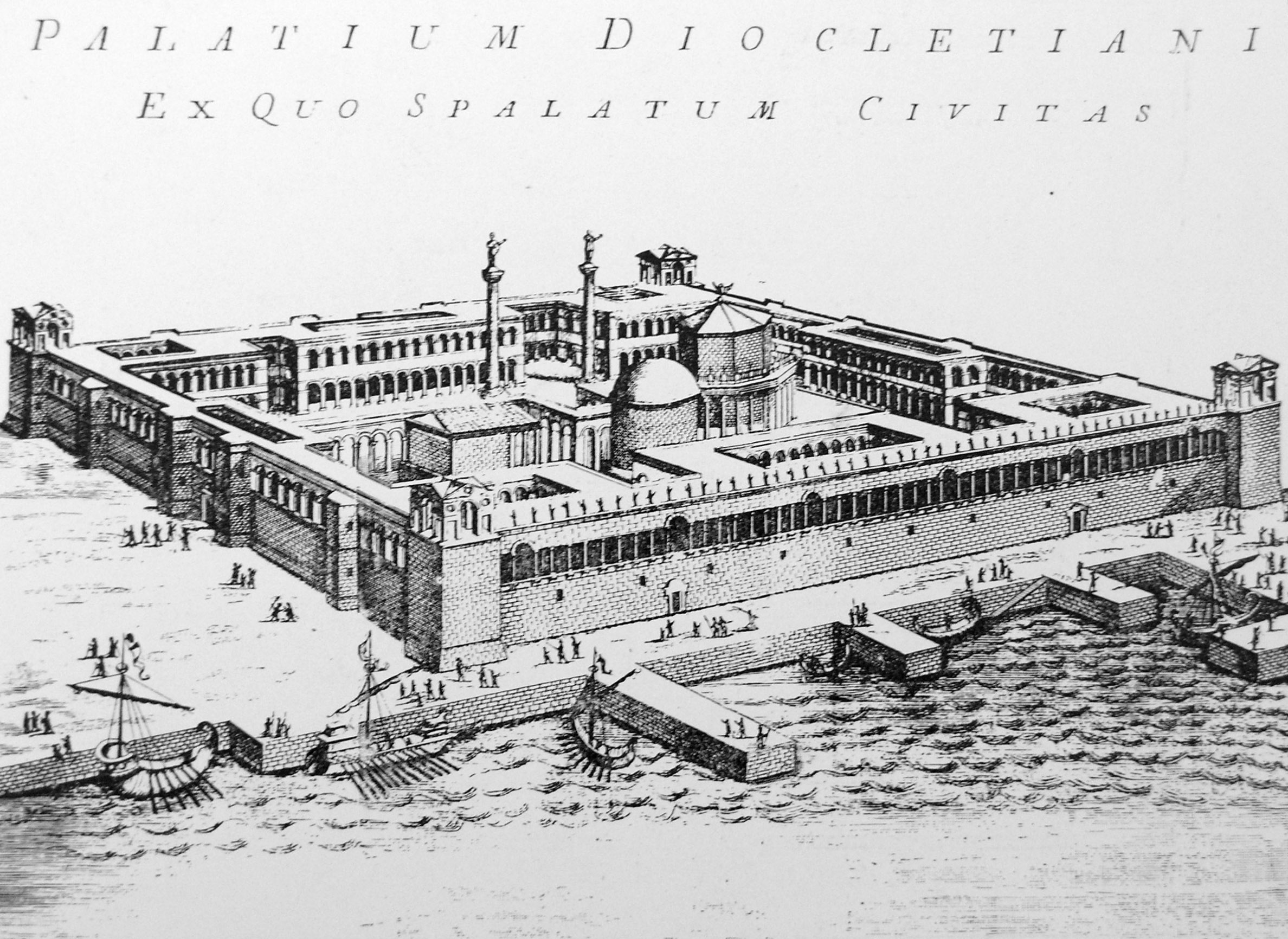
Reconstitution du palais de Fischer von Erlach publiée par Farlati.

Le premier voyageur connu à s'intéresser au palais de Dioclétien est Cyriaque d'Ancône qui, au retour d'un voyage en Achaïe et en Épire s'arrête à Split et Salone les 29 et 30 juillet 1436 pour y copier des inscriptions. La première description due à un érudit local, en croate, est le fait de Marko Markulić à la fin du XVe siècle. Il décrit le temple de Jupiter et mentionne que la « Rotonde » (i.e. le Vestibule) comporte encore des fragments de mosaïque en place. En 1567, le chancelier de la Commune de Split, Antonio Proculiano, décrit le palais et ses édifices principaux, parmi lesquels figurent probablement les deux édifices circulaires du téménos du temple de Jupiter. Tomko Marnavić, évêque de Bosnie, rapporte pour sa part le récit de la découverte du sarcophage de Dioclétien dans la tour sud-est du palais.
Les premiers dessins du palais datent du XVIe siècle et sont dus à un Italien. Conservés dans les collections de l'Institut Royal des Architectes britanniques à Londres, ils ont appartenu peu après leur réalisation à l'architecte italien Andrea Palladio qui les a annotés : cela a conduit Ernest Hébrard à lui en attribuer à tort la paternité. L'anecdote est toutefois significative de l'impact important qu'a eu la redécouverte du palais de Dioclétien sur l'architecture néoclassique. L'érudit lyonnais Jacob Spon et le botaniste anglais George Wheler sont les premiers à proposer une restitution d'ensemble du complexe dans la publication de leur voyage commun en Italie en 1675,. Il faut attendre 1721 et le Précis d'architecture historique de l'architecte autrichien Johann Bernhard Fischer von Erlach, pour voir apparaître les premiers dessins réalisés à partir de relevés sur le terrain. Cette reconstitution est reprise par Daniele Farlati en illustration du second volume son Illyricum Sacrum, en 1753.

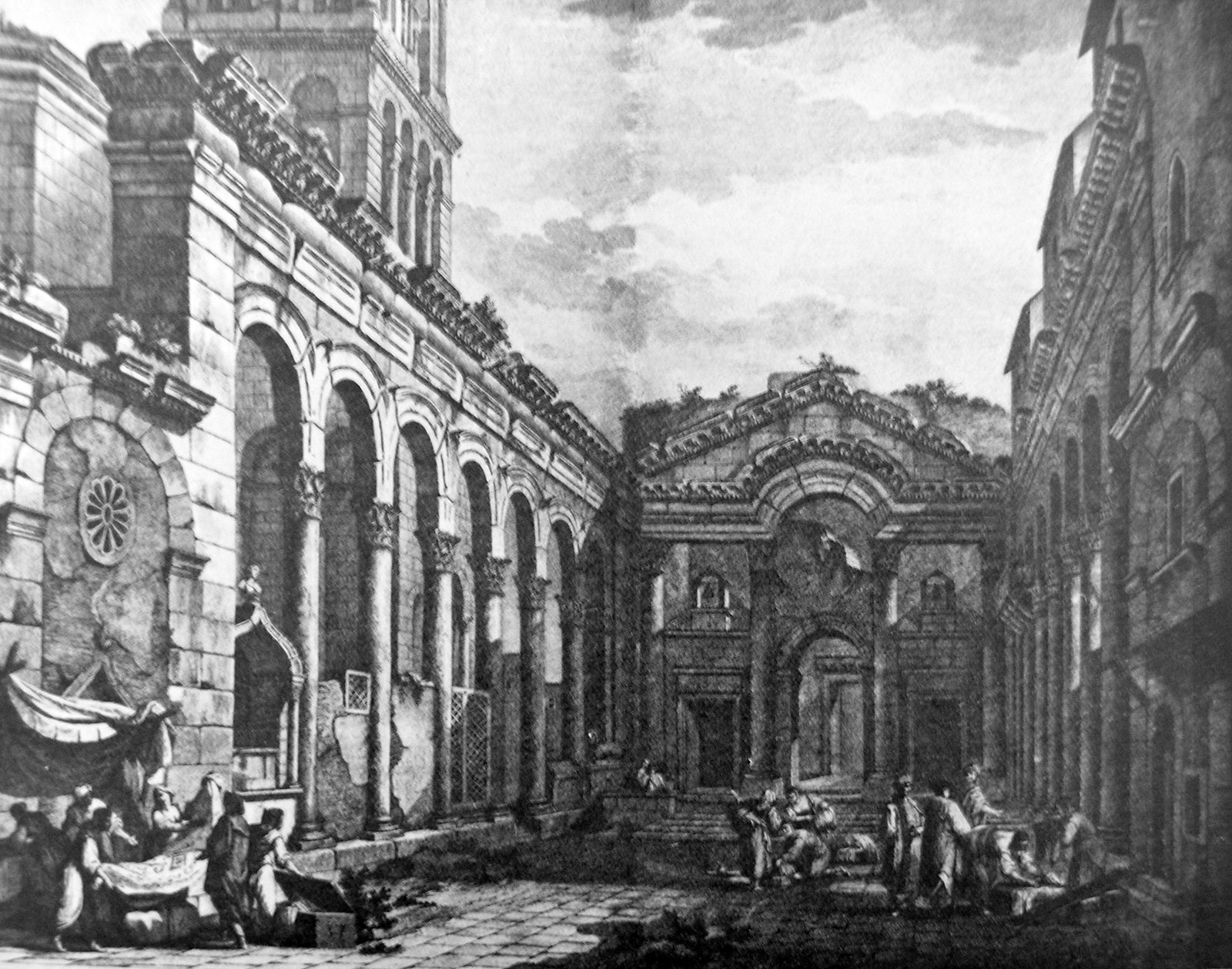
Le péristyle, vu par Adam en 1764.

En juillet 1757, arrive à Split l'architecte écossais Robert Adam qui poursuit en Dalmatie son Grand Tour commencé en Italie, en compagnie du peintre français Charles-Louis Clérisseau. Son objectif avoué est de réaliser un recueil de dessins des vestiges du palais de Dioclétien, qui vienne en complément de celui qu'il a consacré aux thermes du même empereur à Rome. Malgré les réserves soupçonneuses de la garnison vénitienne sur son travail — Split était encore à l'époque une place forte vénitienne stratégique pourvue d'une garnison — Robert Adam peut travailler jusqu'à la fin du mois d'août au relevé des vestiges antiques, grâce en partie à l'appui de son compatriote William Graeme de Bucklivie, le commandant en chef de l'armée vénitienne à cette époque. Le résultat des cinq semaines de son séjour est un remarquable folio publié en 1764 à Venise, avec 61 planches illustrées, œuvre de Clérisseau. Malgré des erreurs, sans doute dues à des simplifications au nom de la recherche de la symétrie, les dessins restent jusqu'au début du XXe siècle l'œuvre de référence sur le palais. Elle a eu aussi un impact certain sur l'architecture néoclassique européenne. Un des bâtiments construits plus tard par Robert Adam et ses frères à Londres le long de la Tamise est, par exemple, directement inspiré de la façade maritime de Split.
Quelques décennies plus tard, en 1782, le peintre français Louis-François Cassas réalise à son tour des dessins du palais, publiés en 1802 par Joseph Lavallée dans le récit de leur voyage. Leur intérêt par rapport à l'ouvrage d'Adam réside dans une plus grande fidélité à l'état réel des vestiges, et aux informations supplémentaires que fournissent ses dessins sur la ville médiévale.
Il faut attendre ensuite le début du XXe siècle pour voir réalisées, à quelques années d'intervalle, les deux grandes études scientifiques du palais, qui demeurent encore la base de la bibliographie contemporaine. La première est l'œuvre de l'architecte autrichien Georg Niemann entre 1905 et 1910, et la seconde, celle des Français Ernest Hébrard et Jacques Zeller entre 1906 et 1910.
Après ces deux études fondatrices, les travaux ont continué. En 1924, l'évêché jouxtant la cathédrale est détruit dans un incendie, ce qui fournit l'occasion de dégager les abords nord du Mausolée. Les travaux de reconstruction de Split à l'issue de la Seconde Guerre mondiale voient la réalisation d'un projet ancien de dégagement des façades nord et est du palais. Mais c'est surtout à partir de 1957 qu'un effort de mise en valeur du complexe monumental conduit les frères Jerko et Tomas Marasović à entreprendre des fouilles qui permettent de réviser sur de nombreux points les vieilles restitutions du palais. Leurs travaux, qui se poursuivirent jusqu'en 1975, ont porté essentiellement sur le Péristyle, le Vestibule et les appartements impériaux. Ils ont permis la découverte des deux petits édifices circulaires dans le téménos du Temple. Parallèlement, Sheila Mc Nally et l'université du Minnesota ont mené neuf campagnes de fouilles stratigraphiques entre 1965 et 1974, explorant notamment les complexes thermaux au nord des appartements privés.

## Galerie de photos

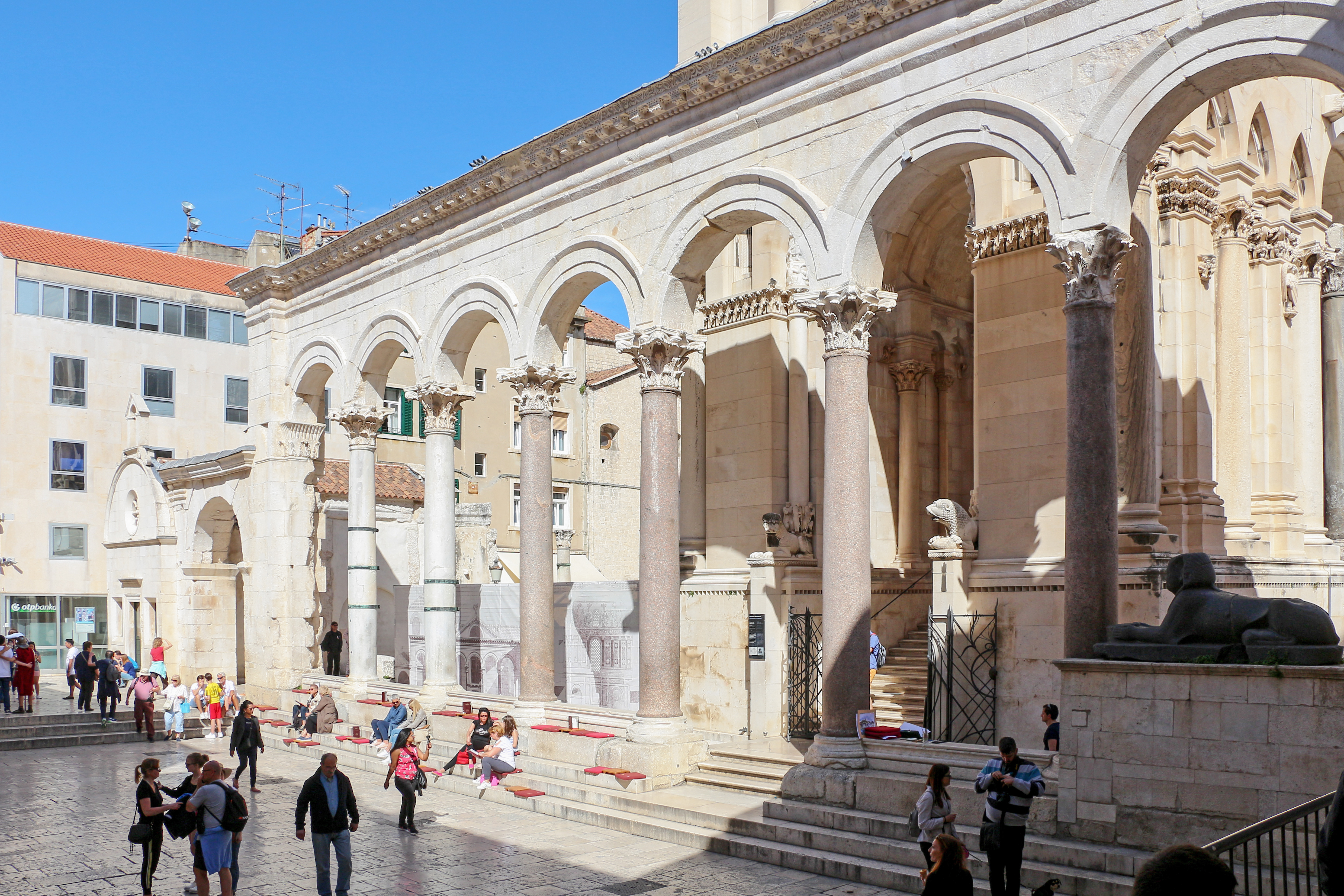
Péristyle du palais.
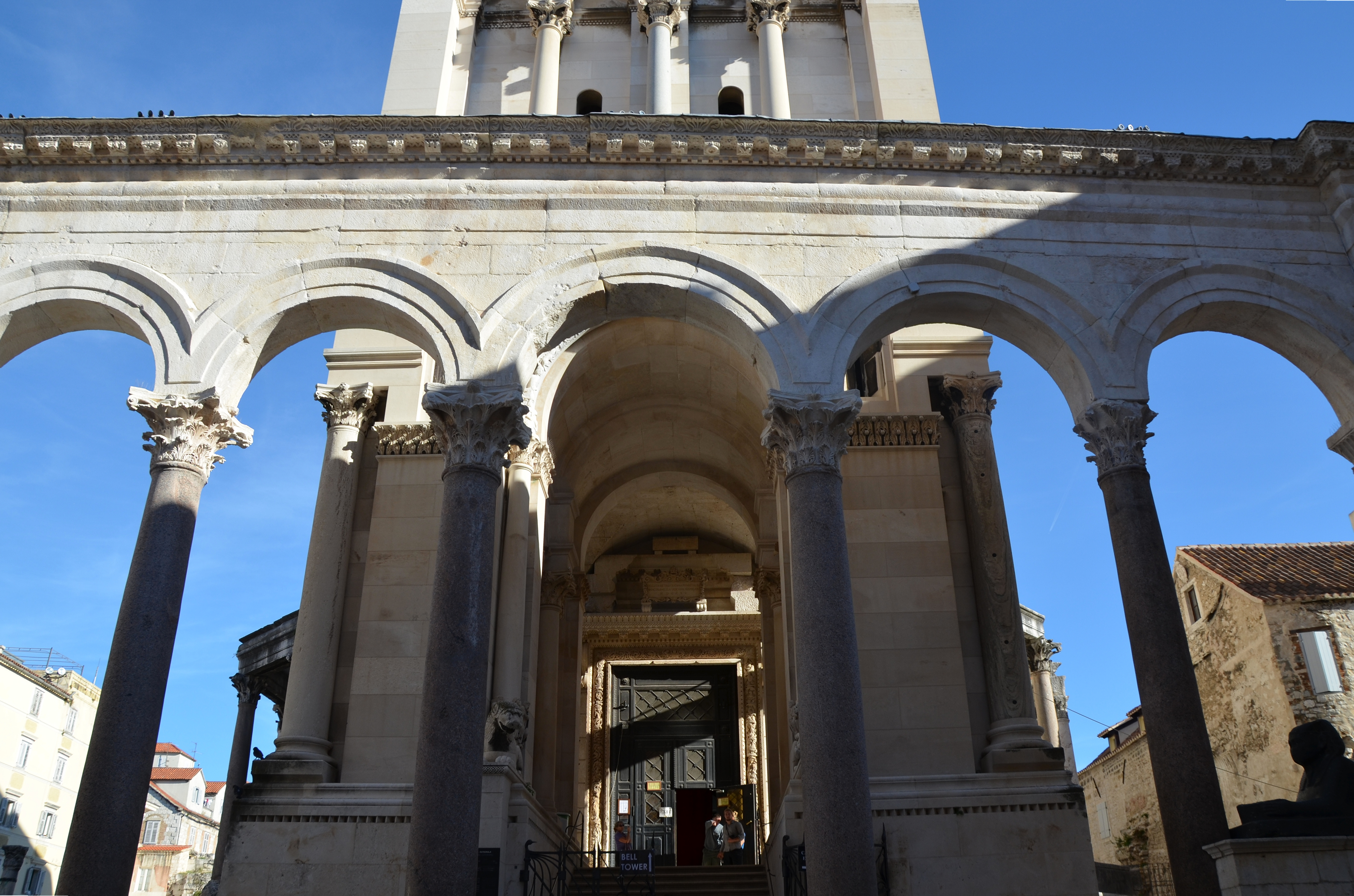
Palais de Dioclétien.
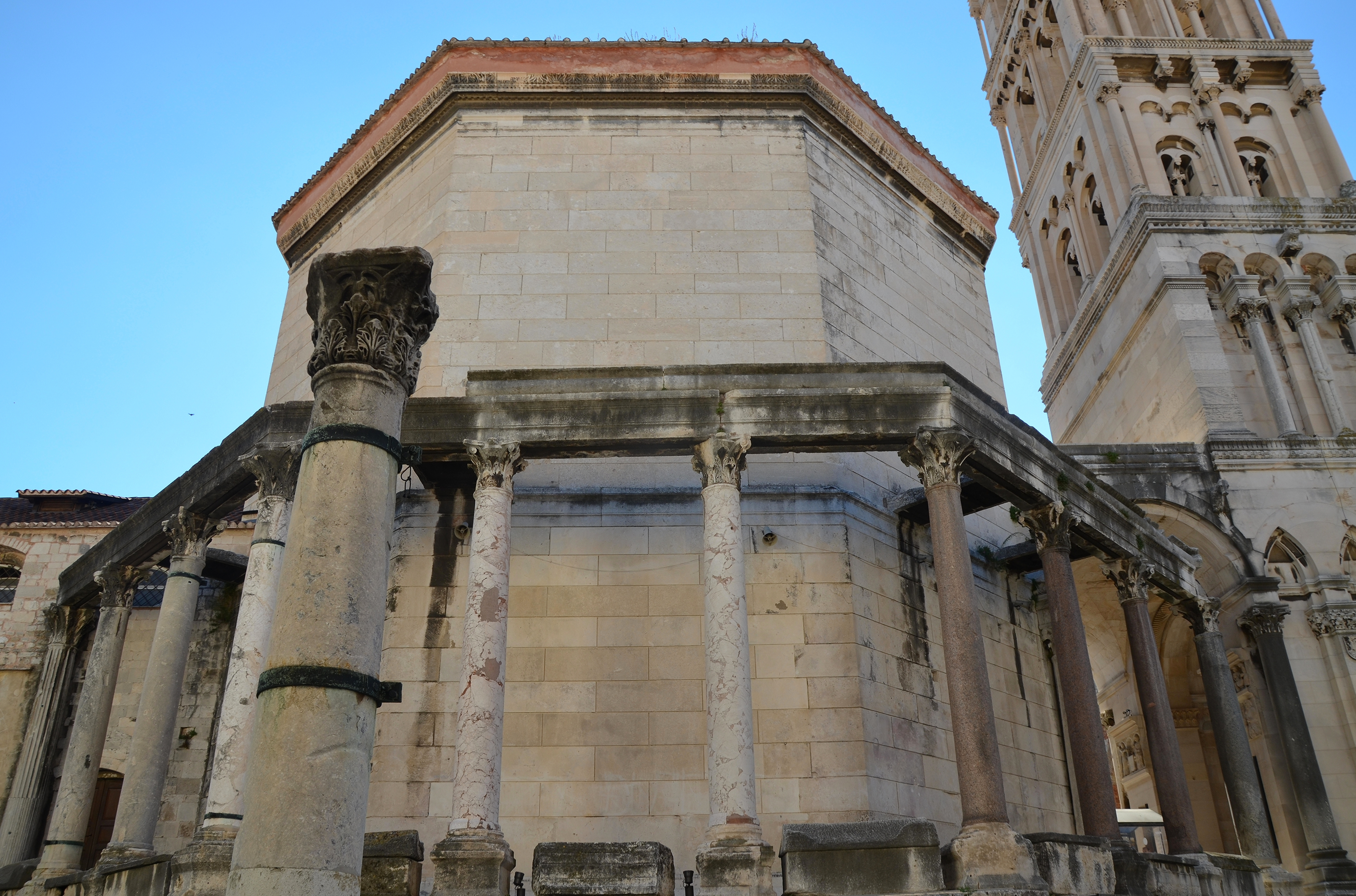
Autre vue du Mausolée.
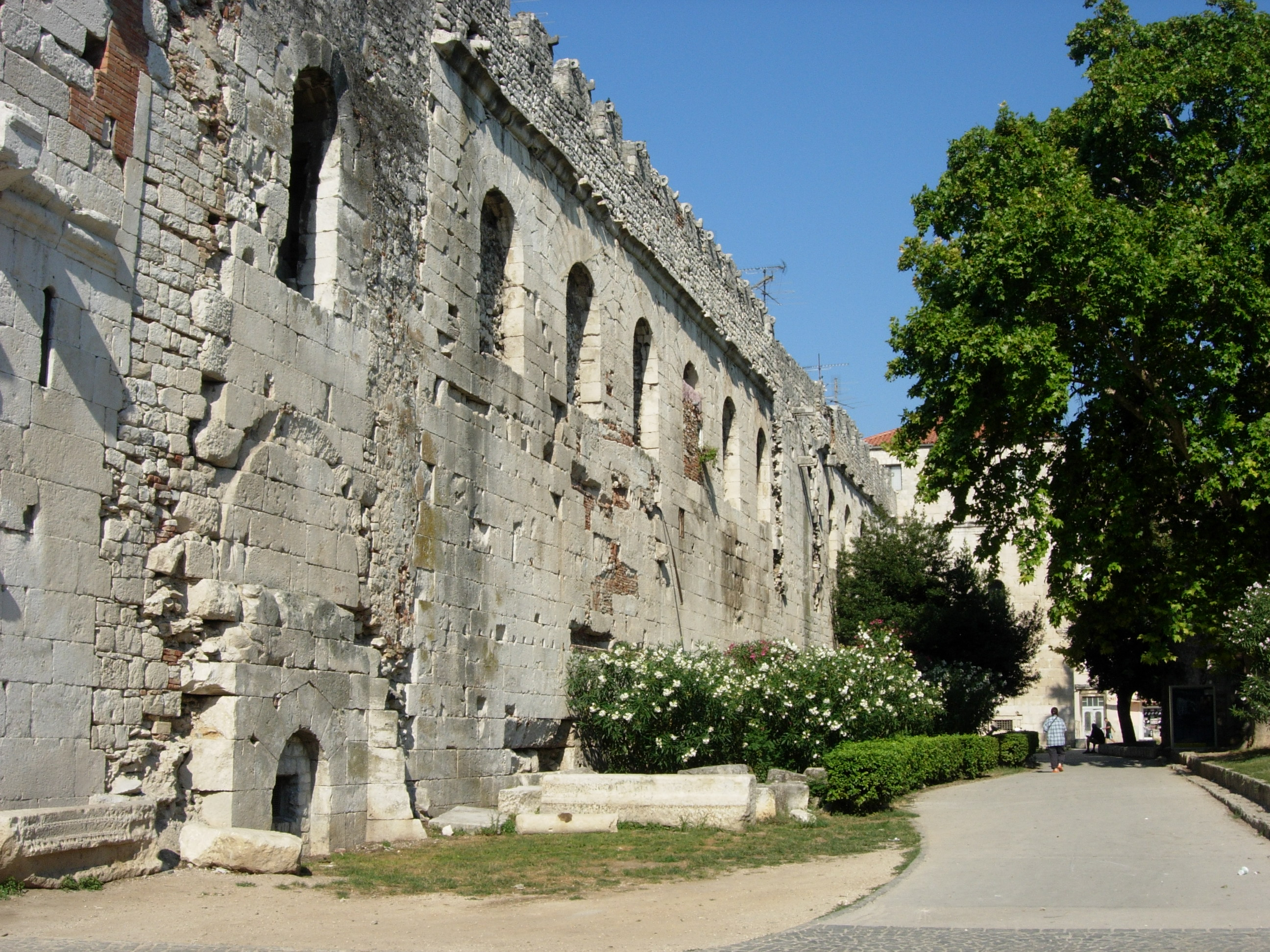
Mur nord du palais.
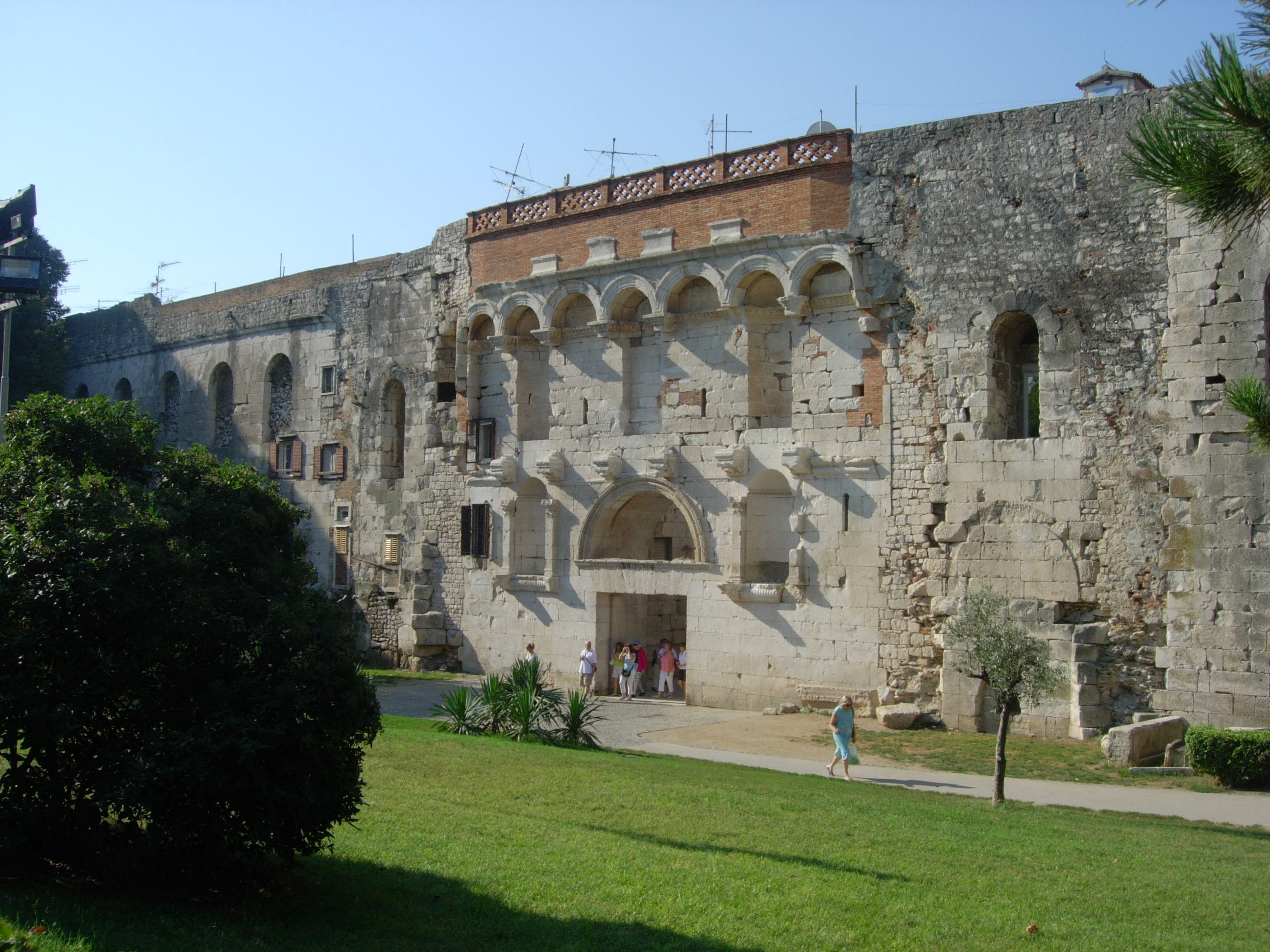
Porte d'or, porte nord du palais.
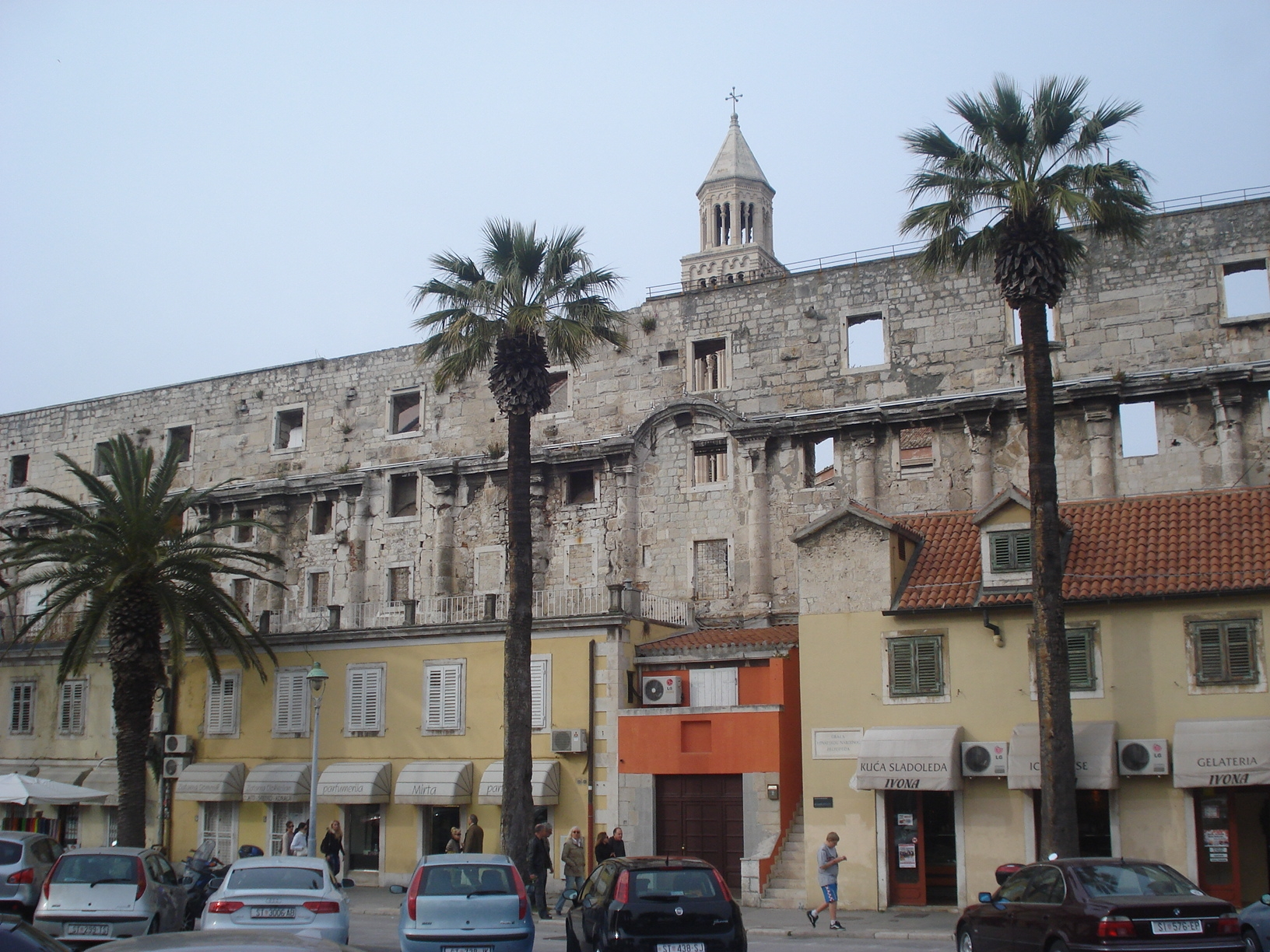
Partie de l'aile sud du palais.
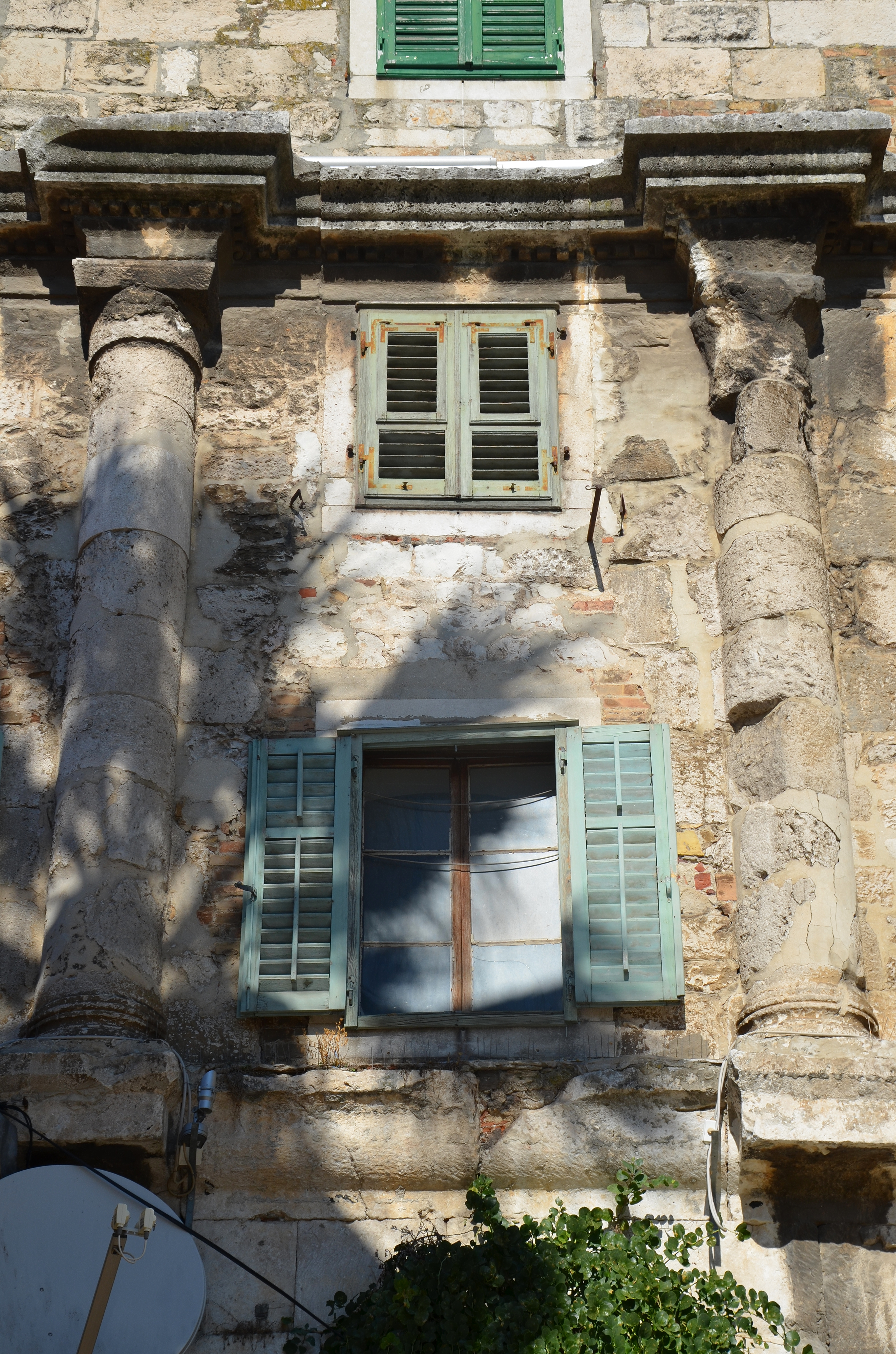
Maison du palais.
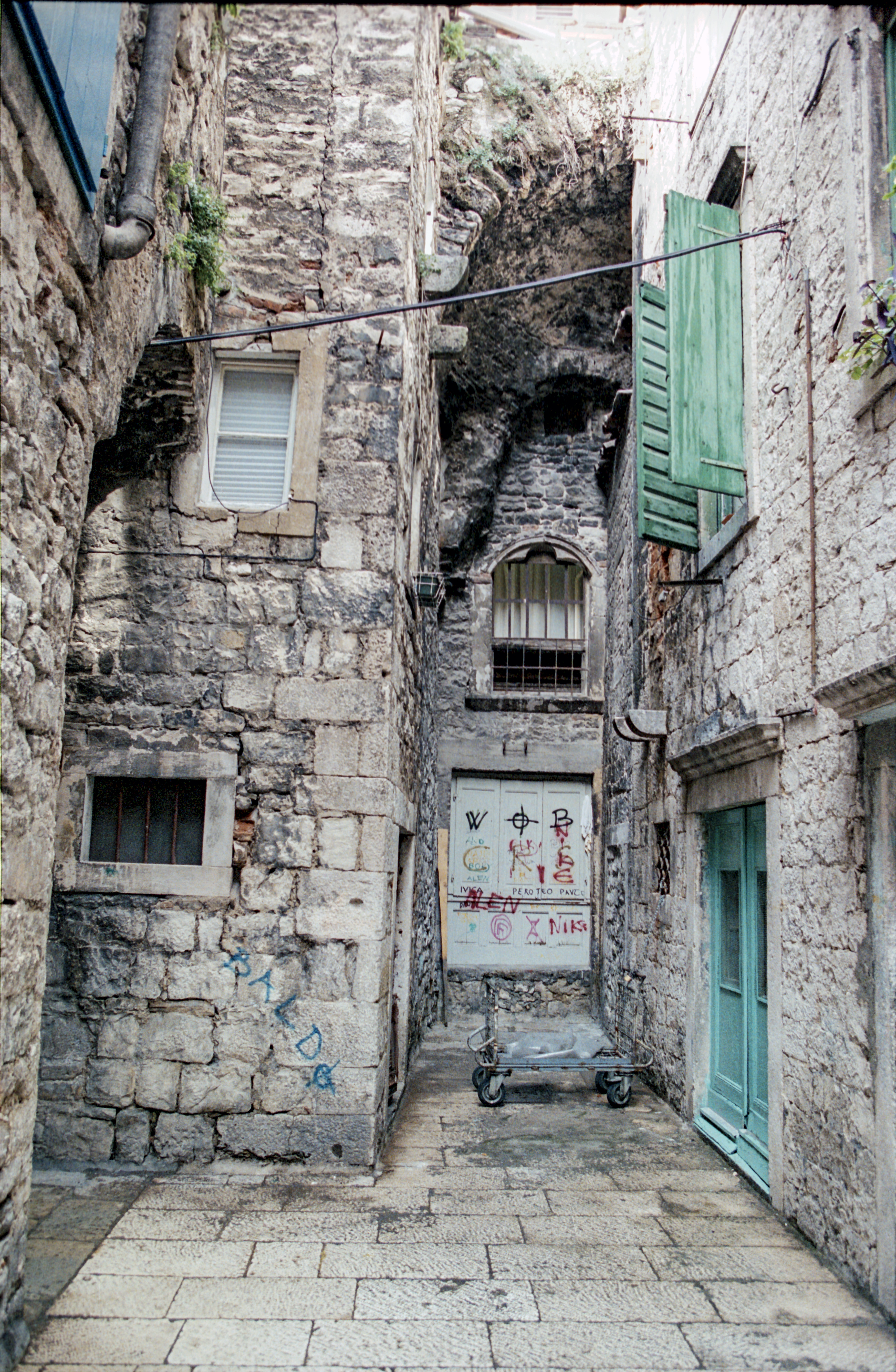
Maison du palais.
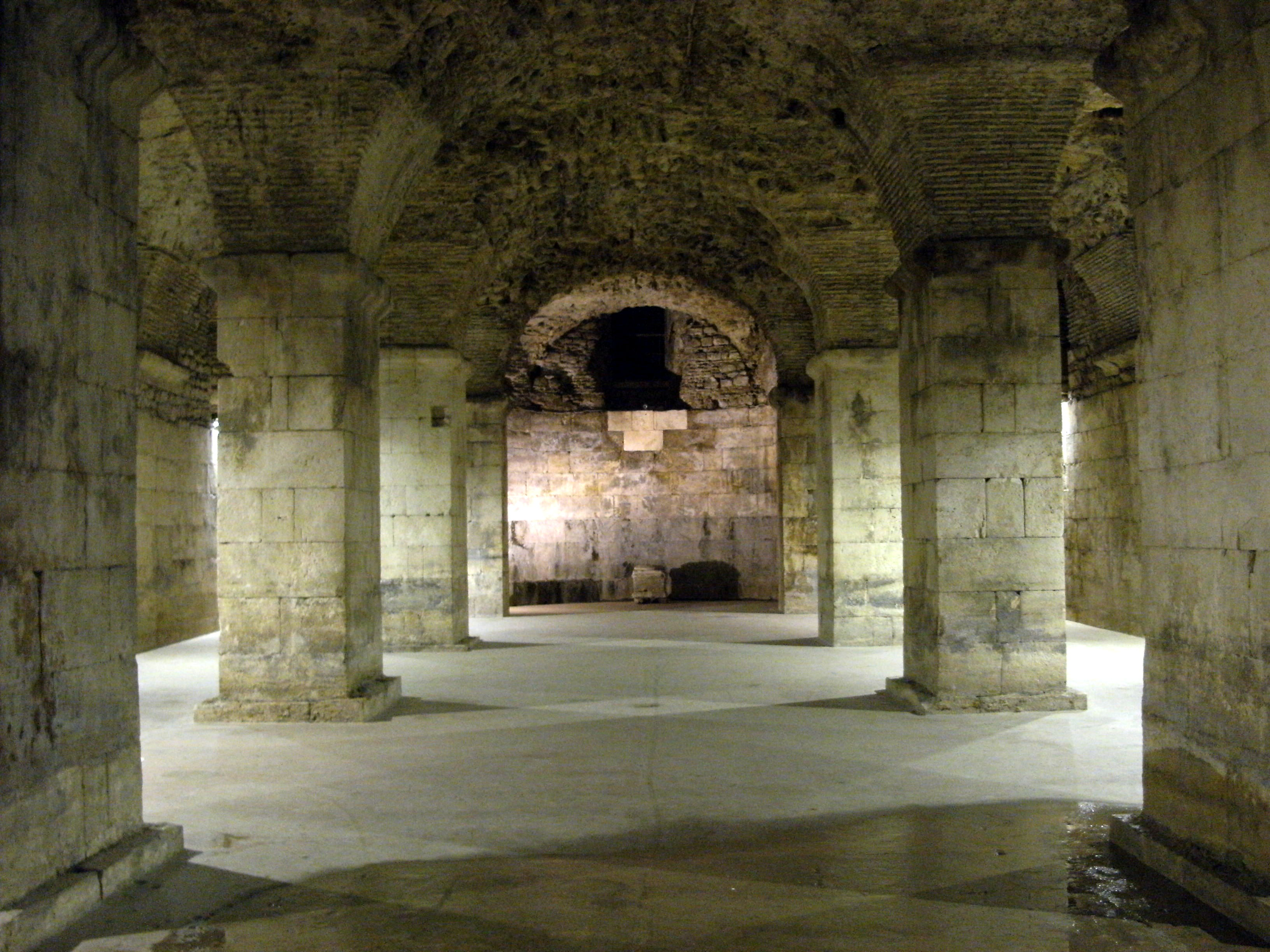
Le complexe souterrain du palais.
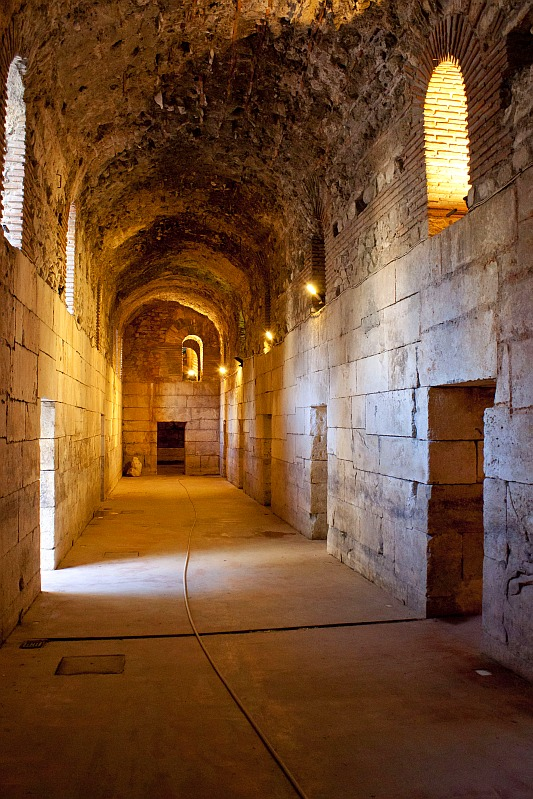
Aile est du complexe souterrain.
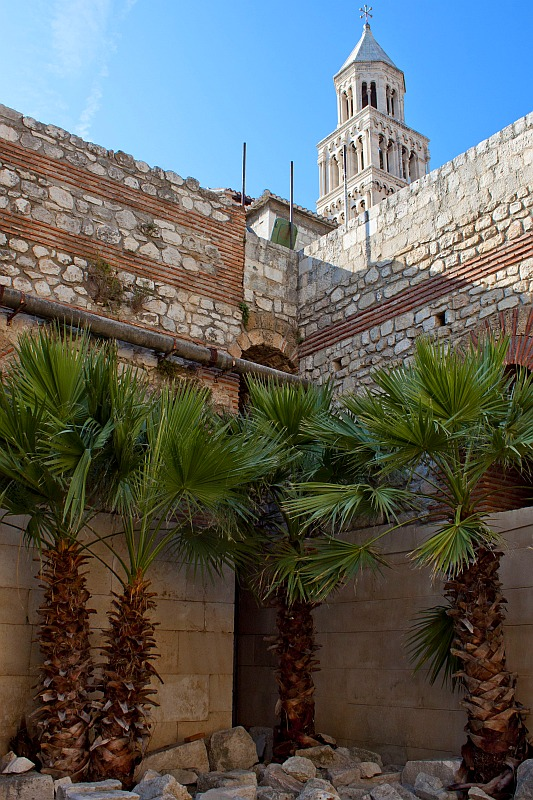
Le complexe souterrain.
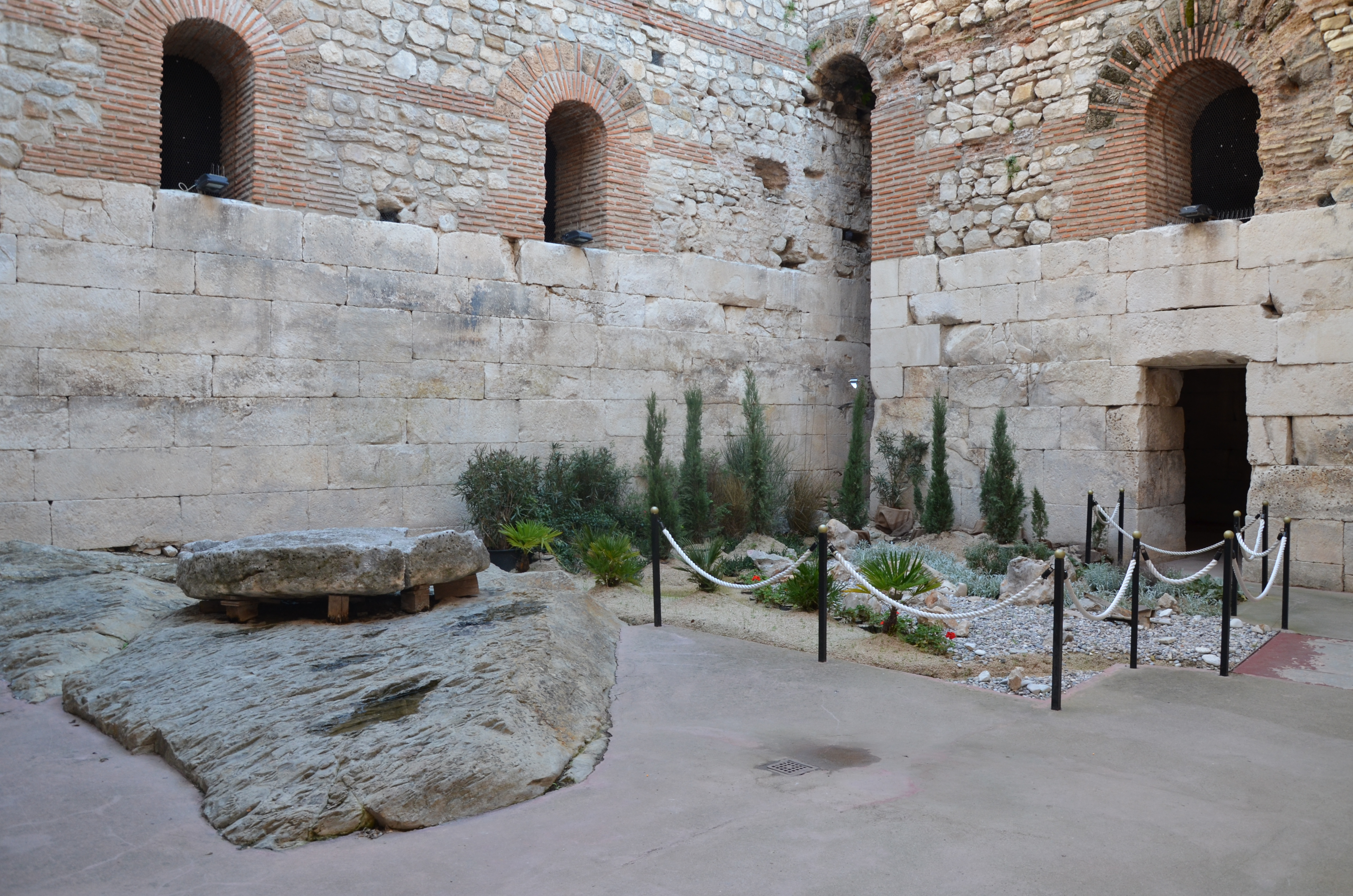
Les fortifications du palais.
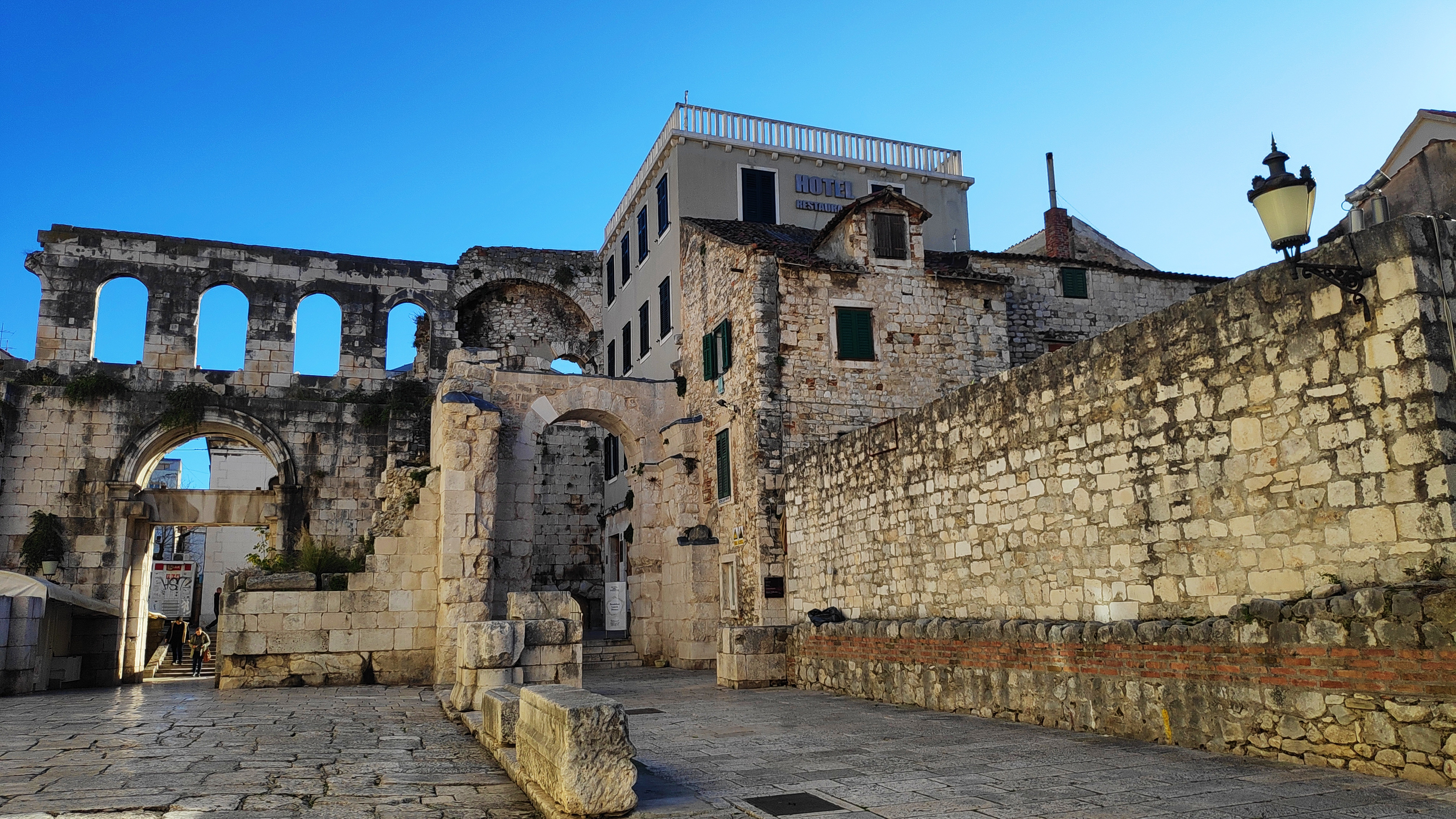
Palais de Dioclétien.
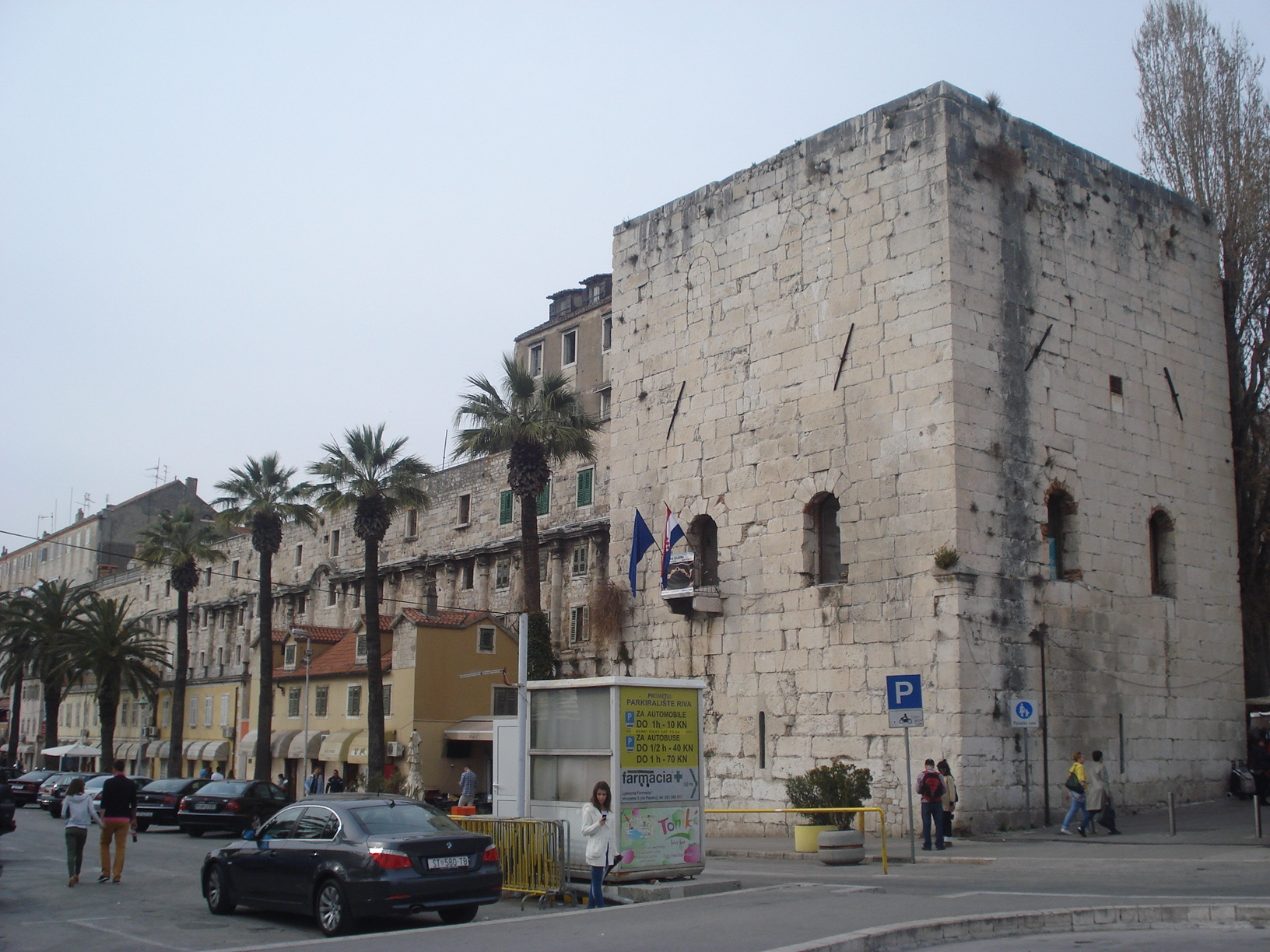
Sud-est du palais.
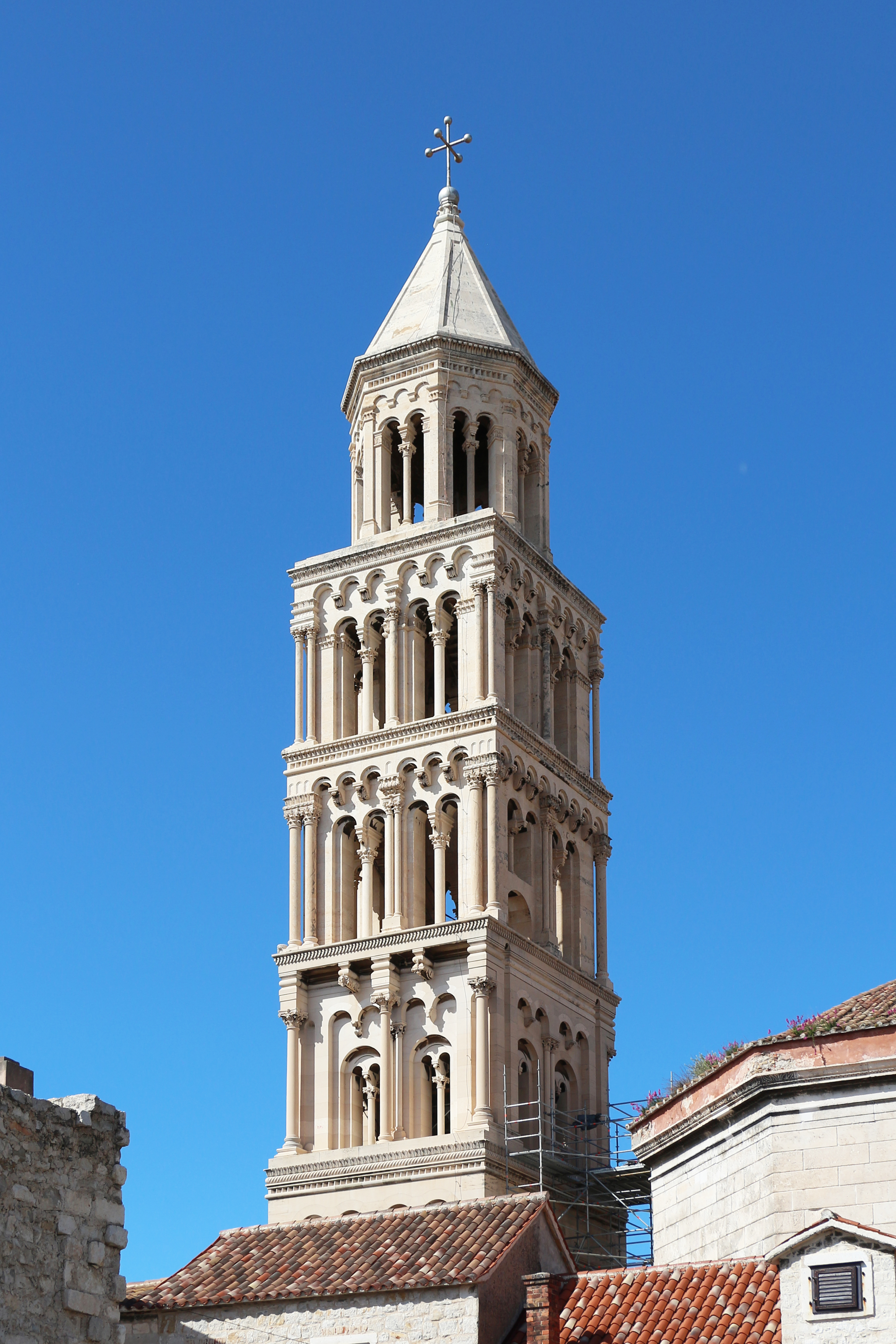
Clocher-tour de la cathédrale Saint-Domnius.